# 夏奇拉
夏奇拉（英語 /ʃəˈkiːrə/，1977年2月2日—），全名夏奇拉·伊莎贝尔·梅瓦拉克·里波爾（Shakira Isabel Mebarak Ripoll，發音：[ʃaˈkiɾa isaˈβel meβaˈɾak riˈpol]），哥倫比亞女歌手，擅長演唱、創作並揉合不同風格的歌曲，在全球各地擁有極高知名度。她亦同時身兼作曲人、作詞人、舞者、歌曲及唱片監製、商業家、慈善家等多重身份。她是史上獲獎最多的拉丁女歌手，曾獲得4次格萊美獎、15次拉丁格莱美獎（包括其最高榮譽）、（為獲得最多格莱美獎 (連同拉丁) 的拉丁女歌手）、7座告示牌音樂獎、42座拉丁告示牌音樂獎、2座MTV歐洲音樂大獎、6座MTV音樂錄影帶大獎（包括其終身成就奬 - 米高·積遜音樂短片先鋒獎）、2座艾弗·諾韋洛獎（英國作曲家、作詞家和作家學院獎）（其中一座為終身成就奬），1座朱諾獎、艾美獎及1個金球獎提名，在荷里活星光大道上留下屬於自己的一顆星星(2011年起，2004年官方曾提議為夏奇拉設立一颗星星但被她本人拒絕)，並曾於2012年入圍摇滚名人堂的候選名單。
夏奇拉於2001年在拉丁美洲進軍歐美主流市場前已售出超過1000萬張專輯，直至2024年，她在美國已認證的專輯及單曲銷售已合共超過4100萬張，而於美國銷售量估計超過9000萬張（超過1700萬唱片銷量），使她成為美國最高銷量拉丁女歌手，除於美國外，她也是澳洲及英國最高銷量拉丁女歌手，亦是法國、德國、加拿大、巴西、波蘭、意大利、比利時、瑞士及阿根廷最高銷量歌手之一，印度、葡萄牙、土耳其及埃及最高銷量國際女歌手，更是西班牙最高銷量女歌手、墨西哥及哥倫比亞史上最高銷量歌手，六次（1998年、2003年、2005年、2006年、2010年及2014年）奪得世界音樂獎全球最高銷量拉丁女歌手、2006年更一併奪得全球最高銷量歌手獎，千禧年頭十年的全球最佳二十首銷量單曲中，夏奇拉一人便擁有四首，為所有歌手之最。 她被列為歷史上最具影響力的拉丁藝術家，並將拉丁音樂推向國際市場，於主流英語市場的"拉丁流行樂的大爆炸"，幫助更多西班牙語系歌手進入歐美市場。夏奇拉在全球的單曲及專輯總銷售量合共超過2億張 （專輯銷量8300萬張），為拉丁裔 / 南美洲最高銷量歌手、全球最高銷量歌手之一。巡演方面，她是史上在最多國家舉行演唱會的女歌手，一共56個。2007年3月28日在埃及吉薩金字塔大平地舉行愛的原罪巡迴演唱會開羅站，單場超過十萬人的演唱會更是非洲史上最盛大的個人售票演唱會，最終場的第比利斯站當晚更有35萬人出席，為歐洲史上最盛大女歌手演唱會紀錄。她在美國、法國、德國、墨西哥、西班牙、阿根廷、印度、黎巴嫩、烏克蘭、土耳其等國也創下不同形式的演唱會紀錄。而她也被譽為全拉丁美洲的「人民天后」、西班牙語音樂史上最偉大巨星及全球歷史上非英語系國家出生最成功的歌手，和碧昂絲和粉紅佳人經常被譽為西洋樂壇中生代天后最長紅的三大女歌手。
2021年，夏奇拉被評為「有史以來最好的拉丁藝術家」，因她為所有的拉丁音樂人打開了大門，帶來巨大的成功、影響和銷量。
夏奇拉起初以演唱西班牙语歌曲為主，後來為與英語樂壇接軌，也演唱了許多英語歌曲，亦曾經推出法語、加泰羅尼亞語及葡萄牙語作品。她絕大部分的歌曲均由自己作曲填詞。1995年，夏奇拉憑借第3張專輯《赤足》("Pies descalzos") 聲名鵲起，在墨西哥、哥倫比亞及巴西三國創下歷史性的銷量。1998年，她憑專輯《小偷在哪里？》("¿Dónde están los ladrones?")熱賣超過1000萬張，一舉奠定其拉丁樂壇天后地位。2001年推出的《愛情洗禮》("Laundry Service")令她在英語歌曲市場旗開得勝，於全世界熱賣超過2000萬張，為拉丁流行樂的大爆炸時期中最成功的專輯、史上最成功轉型專輯、並為全球史上其中一張最佳銷量專輯。其後所推出的專輯《媚惑約定 首部曲》（"Fijación oral Vol. 1"）為其中一張於美國最佳銷量的西班牙語專輯。接下來的《愛的原罪 次部曲》("Oral Fixation Vol. 2")在全球引起極大回響，主打歌《難以抗拒》("Hips Don't Lie") 的舞蹈確立她的舞后地位，以超過1800萬銷量成為千禧年最高銷量單曲，更被告示牌評為2000年代全球的代表歌曲 (Song of the Decade ) ，而頭尾兩部曲合共熱賣超過1300萬張。2010年，她為南非世界杯獻唱主题曲《Waka Waka》以超過1000萬銷量成為成为至今為止最熱賣的世界杯主题曲。2017年推出的西班牙語專輯《黃金國》串流量超過100億次，超越泰勒絲的1989，成為當時史上最高串流量女歌手專輯。
夏奇拉擁有22項健力士世界紀錄，當中包括成為首位於社交網站Facebook擁有過億粉絲的用戶，另一個紀錄就為其專輯《媚惑約定 首部曲》（"Fijación oral Vol. 1"）於2005年一星期內成為美國史上銷量最好的西班牙專輯，第三個紀錄為其歌曲《為愛傷神》("La Tortura") 大賣成史上銷量最好的西班牙語單曲，在2017年她拿下第4個紀錄為Facebook上最多人關注的專頁 (讃好、分享及留言)。2018年，她獲得第5個紀錄 - 獲得最多拉丁格莱美獎的女歌手。2023年，她一口氣獲得14項健力士世界紀錄新證，包括憑大熱歌曲《夏奇拉：BZRP音樂系列 Vol.53》在YouTube 和Spotify 創下的4項新紀錄和另外10項個人紀錄。
她各方面的成就使她备受國際肯定，三度於世界盃足球賽開幕 / 閉幕儀式上演出 (2006年德國世界盃、2010年南非世界盃及2014年巴西世界盃)。2008年獲邀和亞瑟小子於美國總統奧巴馬就職典禮上獻唱，同年更被福布斯評為全球最會赚錢的女藝人，僅次於麥當娜、芭芭拉·史翠珊及席琳·迪翁。2009年獲英國牛津大學邀請演講，呼籲教育為世界和平做貢獻。2011年獲美國哈佛大學基金會所頒發的「年度最傑出藝人獎」，並於同年榮獲拉丁格萊美獎的最高榮譽 - 拉丁唱片學院年度人物獎。2011年10月，她被時任美國總統奧巴馬委任為總統 (教育) 諮詢委員會成員，提升西班牙裔兒童的教育水準。 2012年，她獲法國政府文化部頒發法國榮譽藝術與文學勳章，以表揚她在文學界與藝術界中的傑出貢獻。而同年她在VH1評選的「音樂界最偉大的100位女性」中排名第36位，亦被Latina 雜誌評為史上最偉大拉丁歌手第6位。2012年，她入選《時代周刊》的百大人物。2012年及2013年，福布斯全球一百位最有權力的女性中，她更排在第40位(2012)及第53位(2013)。2017年她被財富雜誌選為全球50大領袖。2020年，於邁阿密為美國一年一度盛事超級盃與詹妮弗·洛佩兹共同擔任中場表演嘉賓。2022年她繼瑪莉亞凱莉後成為史上第二位女歌手獲得英國作曲家、作詞家和作家協會最高殊榮，同年她擔任英國時裝品牌Burberry的全球代言人。在她的家鄉哥倫比亞巴蘭幾亞，哥倫比亞政府更兩度為她鑄造銅像（2006年及2023年），以表揚這位國寶級藝人的驕人成就。2023年，她超越泰勒斯成為YouTube 史上播放率最高女歌手，並榮獲  MTV音樂錄影帶頒奬典禮的最高榮譽 - 終身成就奬米高·積遜音樂短片先鋒獎。同年，格萊美博物館宣布於館內設立夏奇拉專區，介紹這位巨星的個人成就，及展出她多項個人使用過的收藏品。

## 生平及音乐生涯

### 童年
夏奇拉出生于哥伦比亚巴蘭幾亞，具有黎巴嫩、西班牙、加泰羅尼亞和意大利血統。其母是西班牙、加泰羅尼亞和意大利后裔，其父具有美国国籍黎巴嫩天主教徒背景。“夏奇拉”("Shakira")一名源于阿拉伯语词“شاكِرة”("šākira")，意为“满怀感激的/快乐怡人的”("grateful")。拼写组合“Sh”本不存在于现代西班牙语中，故按照外来语的读音发音。“伊莎贝尔”("Isabel")一名源于希伯來語词“Elisheba”，意为“上帝是神圣的誓言/上帝是无比丰裕的”。
夏奇拉在4歲時就寫下其生平第一首詩——《玻璃玫瑰》("La rosa de cristal")。7歲時，她如願得到一台打字機作為禮物，並開始持續不停地寫詩，而她寫的這些詩最後都創作成了歌曲。8歲時，創作了生平第一首歌曲——《你的墨鏡》("Tus gafas oscuras")，歌詞內容圍繞著她的父親以及紀念車禍身亡的哥哥，其創作靈感來自於總是戴著墨鏡掩飾喪子悲傷的父親。
4歲時，有一次父親帶她到當地的一間中東餐廳。這是她第一次接觸到傳統阿拉伯音樂使用的手鼓以及伴隨音樂起舞的肚皮舞。當時的她並不懂得這麼多，而當她赤腳在桌子上跳起舞來時，卻意外獲得餐廳顧客們的熱烈鼓掌。在此之後，她開始確立想要成為一位表演者的目標。
10歲時，夏奇拉申請加入學校合唱團，可是她因顫音太強被拒絕。音樂老師形容她的声音聽起來就像一個公山羊。 夏奇拉開始尋找其他演唱機會，並參加了一個每週舉行的電視兒童歌唱比賽《女孩现场秀》("Vivan los niños")。

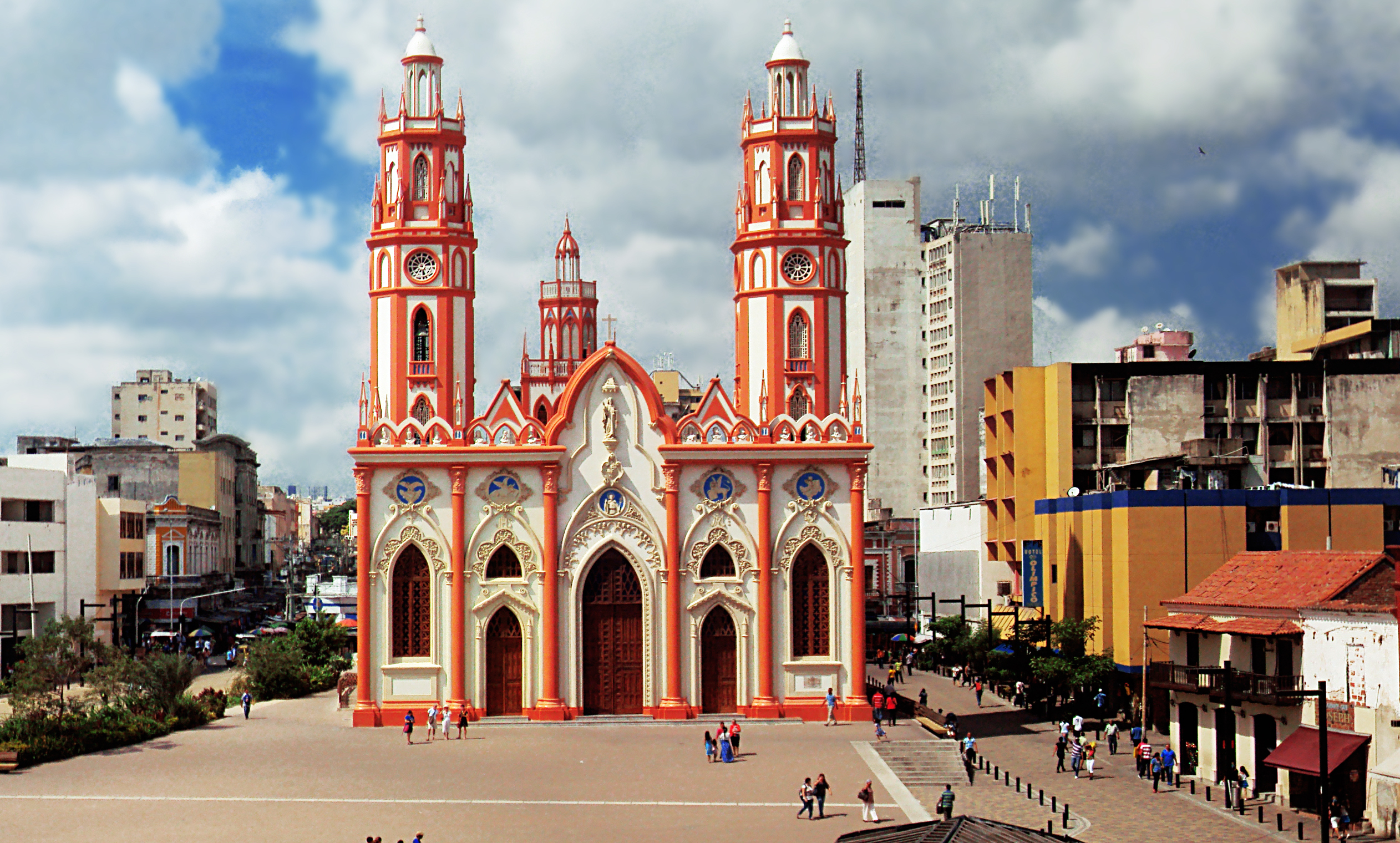
夏奇拉家鄉的哥倫比亞巴蘭基亞

10歲至13歲期间，夏奇拉常被邀請參加巴蘭幾亞舉行的各種活動，並開始在當地小有名聲。在那段時間，她遇到當地劇院製作人Mónica Ariza，她對夏奇拉印象深刻並試著幫助她在巴蘭幾亞之外成名。在從巴蘭幾亞到波哥大的一次飛行中，Ariza湊巧坐在索尼哥倫比亞唱片公司經理Ciro Vargas旁邊。她說服Vargas給夏奇拉一個試音機會，幾週之後在一個飯店大廳舉行。Vargas對夏奇拉印象相當深刻，隨後回到索尼辦公室後將夏奇拉的卡帶交給歌曲和藝術指導，但卻無法讓指導產生太大的興趣，而且被認為會是“一個失敗”。儘管如此，Vargas仍確信夏奇拉有天賦，並在波哥大舉行了一場試唱會。他安排了一些索尼哥倫比亞唱片公司的經理們到那場試唱會，目的是要讓他們對夏奇拉的演出感到意外和驚艷。她演唱了3首歌曲，成功地打動了诸位經理。隨後夏奇拉簽約進入索尼唱片公司，按照合約可以錄製三張專輯。
13歲的夏奇拉在索尼哥倫比亞唱片公司錄製了首張專輯《魔力》("Magia")。專輯中的歌曲是她從8歲開始寫下的，但是它礙於沒有錄製和合成的連貫性，導致銷售不良。該專輯只賣出了不到1000份，現在卻成了被追逐的绝版收藏品。1993年，15岁的夏奇拉发售了第2张专辑《危险》("Peligro")。這部專輯的销量较《魔力》要好一些。夏奇拉在錄製过程中曾一度忙于完成高中学业而暂停了录制工作。該專輯本身是自創歌曲的集錦，但是再次因為創作的不連貫性受阻。

### 在西班牙語歌坛的成功：《赤足》及《小偷在哪里？》
1995年，夏奇拉以專輯《赤足》("Pies Descalzos")重归音樂市場，并由此开始了顺利的事业发展道路。最初，夏奇拉的唱片公司哥倫比亞唱片預計此專輯銷售量不會售出多於10萬份。《赤足》革命性地打破了拉丁流行音樂既有的公式化模式，於90年代拉丁音樂世界公式化音樂市場背景下，完美結合了電子與傳統 / 民俗樂器，將拉丁流行音樂帶往更高、更寬廣的境界領域。這張專輯的全球銷量超過500萬份，其中在夏奇拉祖國哥倫比亞爆炸性地售出超過100萬張（鑽石唱片認證），為哥倫比亞史上最高銷售量唱片。另外，巴西賣出120萬張，此專輯為葡萄牙語系的巴西史上最佳銷量專輯之一，同時也是巴西90年代（1990 - 1999年）最高銷量的西班牙語專輯，同時也是繼惠妮·休斯頓的《终极保镖》電影原聲帶後，至今於巴西最高銷量國際女歌手（不計算巴西國內藝人）的專輯，並奠定夏奇拉日後繼麥當娜後於巴西最高銷售量國際女藝人。此外，她亦於美國售出100萬張，為她在日後美國的知名度奠下基礎。專輯也在另一個西語系大國墨西哥亦熱賣95萬張，為90年代墨西哥銷量第二大最高的女歌手專輯（僅次於期後亦是她自己的專輯《小偷在哪里？》）。《赤足》被告示牌音樂選為50年最重要的50張拉丁專輯之一。在紧接着推出的改版《重混音》("Remix")中，因為《赤足》於巴西的歷史性成功，《重混音》裏还有幾首歌曲是以葡萄牙語演唱的，此專輯為全球史上最高銷售量第七位的混音專輯，於美國售出20萬張，而全球售出50萬張。她此後亦舉行了《赤足巡迴演唱會》("Tour Pies Descalzos")。巡回演唱的地点由哥倫比亞的麥德林開始，穿越哥倫比亞、厄瓜多爾、委內瑞拉、秘魯、洪都拉斯、美國、西班牙等16個國家，共舉行74場演唱會。她的成功被哥倫比亞人視為國家的驕傲，被總統埃內斯托·桑佩爾·皮薩諾任命為唯二的國家文化大使，另一位是1982年諾貝爾文學獎得主《百年孤寂》的作者馬奎斯。

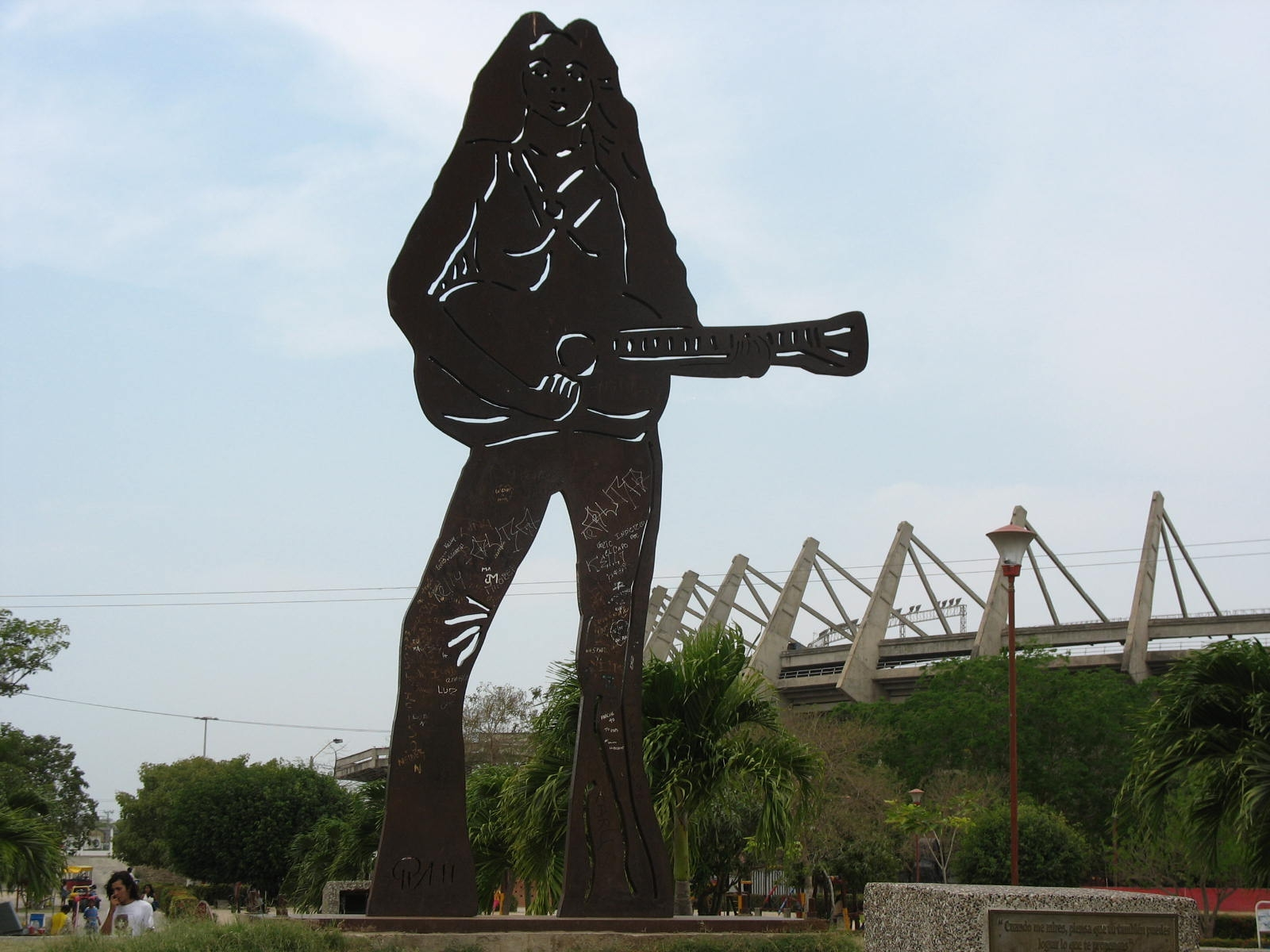
位於哥倫比亞巴蘭幾亞的第一尊銅像

《重混音》發行後，夏奇拉和Emilio Estefan, Jr.結識。Emilio后来担任了夏奇拉第4张專輯《小偷在哪里？》( ¿Dónde están los ladrones? )的執行製作人。其專輯的靈感來自於夏奇拉一次由邁阿密飛往波哥大，於波哥大機場被偷走行李箱，該行李箱裝滿了她新專輯的曲詞創作。因為行李被盜，她被迫重新創作，專輯裏的歌曲道出哥倫比亞互不信任的社會現況、貪腐，幾乎整張專輯的歌詞都是在駡，表達對社會的強烈控訴，向世人展示夏奇拉的另一面。新的作品後來被編成《小偷在哪里？》這張新專輯。專輯中傳達她個人對愛情、社會、政治甚而信仰等方面的體驗見解與思維，這張專輯被譽為她事業生涯中的藝術顛峰，整體曲風比《赤足》更偏向拉丁搖滾，再混合墨西哥流浪音樂、哥倫比亞小品及濃厚的中東風情，使她於此專輯建構出沁入異國風味的音樂視野。這张专辑制作昂貴，约花費300萬美元。該專輯收录了她的一首代表作《魅惑眼神》("Ojos así")。該專輯成功地搭配了搖滾和拉美音乐元素，於美國售出超過過150萬張，為美國史上其中一張最高銷量西班牙語專輯。另外亦於墨西哥超過135萬張，為90年代墨西哥銷量最高的女歌手專輯（超越她自己的專輯《赤足》）。在西班牙語國家中，阿根廷賣出36萬張，哥倫比亞及委內瑞拉各30萬張，智利及西班牙各10萬張，土耳其9萬張，而全球銷量達1000萬張。《小偷在哪里？》為阿根廷、墨西哥及哥倫比亞史上其中一張最高銷量專唱片，並為夏奇拉獲得首個格萊美獎 (最佳拉丁搖滾／都市／另類樂專輯) 的提名及另外3個拉丁格萊美獎的提名 (最佳搖滾女歌手 - 《第八天》( Octavio Dia )、最佳流行女歌手專輯 - 《魅惑眼神》及最佳短篇音樂錄影帶 - 《魅惑眼神》)，最後她獲得拉丁格萊美最佳搖滾女歌手及最佳流行女歌手專輯的拉丁格萊美兩個獎項，為她的首兩個拉丁格萊美獎項。拉丁天后葛洛莉雅·伊斯特芬此時對夏奇拉的才華甚為欣賞，並把她與珍妮絲·賈普林比較。眾多評論家更因《小偷在哪里？》充滿對社會的批判而把她稱為艾拉妮絲·莫莉塞特的接班人。2017年，《小偷在哪里？》獲美國全國公共廣播電台評選為史上150大最偉大女歌手專輯 (第95位) 。 2020年則獲滾石雜誌選為史上最偉大500張唱片之一。
2000年3月，她開始了貫穿美洲大陸等12個國家的“兩棲巡迴演唱會”("Tour Anfibio")。2000年8月，她憑《如你这般眼神》贏得了國際觀眾選擇獎之MTV視頻音樂獎。此外，她憑2000年推出的《MTV不插電》("MTV Unplugged")獲得2001年的格萊美奖 - 最佳拉丁流行專輯，為她首個格萊美獎。在拉丁格萊美，她獲得兩項提名，包括：年度專輯及最佳流行女歌手專輯。亦是甚少歌手憑著一張現場專輯獲得格萊美獎流行專輯類的奬項。演出此專輯收錄1999年夏奇拉於美國紐約的演唱會，同時被眾多樂迷評為她最佳現場演出之一。《MTV不插電》於美國售出40萬張、墨西哥售出45萬張，巴西售出10萬張、德國售出15萬張，全球總銷量合共500萬張。
截至2001年，夏奇拉已經在拉丁美洲售出1000萬張專輯。

### 在英語歌壇的巨大成功並奠定地位：《愛情洗禮》

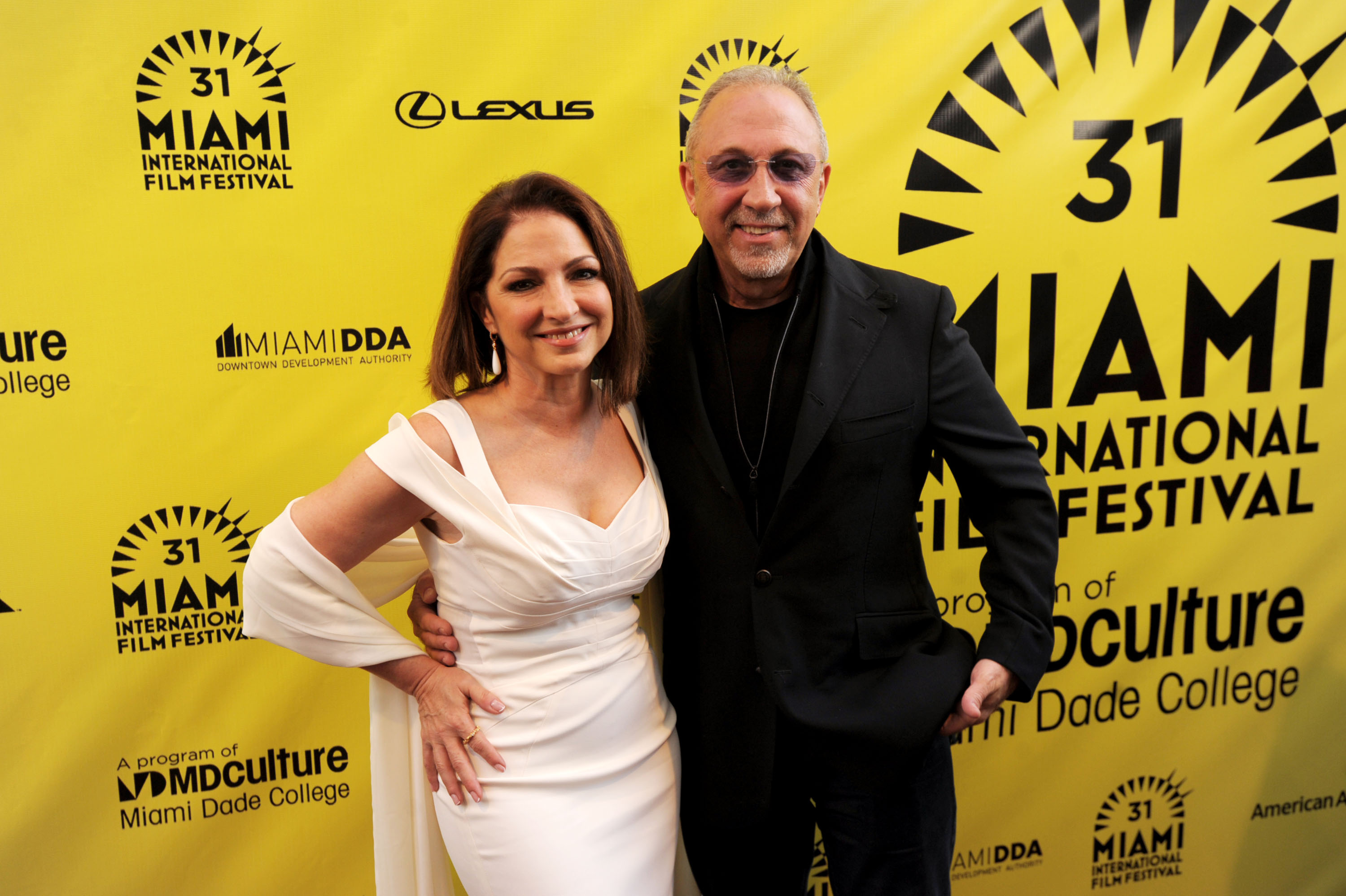
夏奇拉恩師歌莉亞·艾絲特凡和其丈夫埃米利奥·埃斯特凡，埃米利奥在《小偷在哪里？》和《愛情洗禮》時期曾擔任夏奇拉的經理人

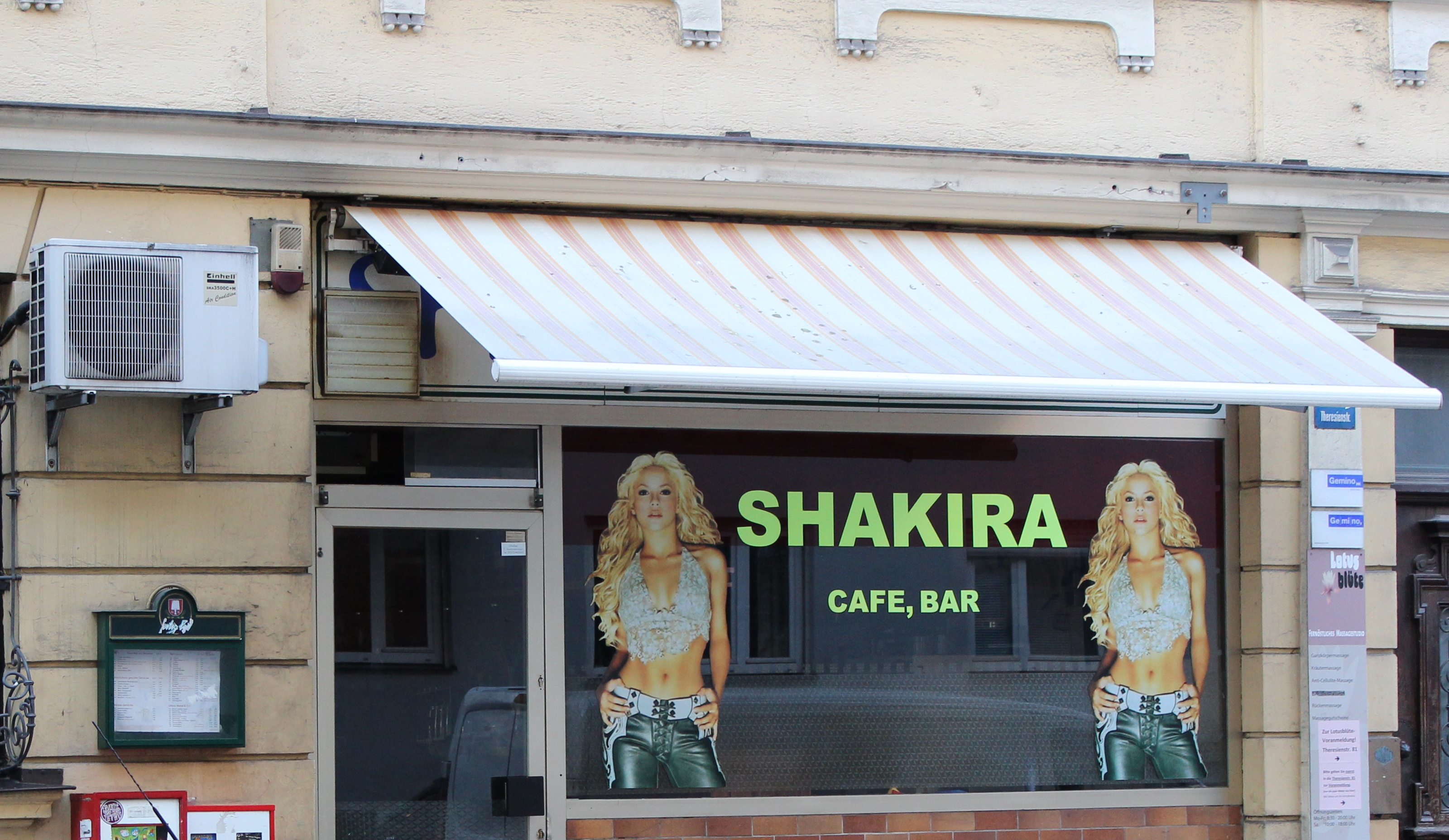
位於德國慕尼黑一間以《愛情洗禮》內造型作為主題的咖啡廳

隨著《小偷在哪里？》的成功，夏奇拉在歌莉亞·艾絲特凡的推薦及鼓勵下，準備涉足英語歌曲市場。2001年11月，她推出了首張英语专辑《愛情洗禮》(Laundry Service)，推出首週以超過202,000銷售量空降美國Billboard 200第三位。在發行不到一個月，專輯於美國已經達到100萬張，而發行不到兩個月則被認證為雙白金 (200萬銷售量)。该专辑收录了专辑《小偷在哪里？》中某些歌曲的英文版，並加入了一些新歌曲。她一人挑起詞曲創作、製作大任，盡情施展她多層次聲音扮演配合一如以往的拉丁搖滾，另加多種南美風情的曲風：如安地斯山脈排笛及阿根廷探戈等。該專輯在全球大受欢迎，《Whenever, wherever》、《Underneath Your Clothes》、《Objection (Tango)》等歌曲在全球各地均大熱，全球銷售量超過2000萬張，為有史以來其中一張最高銷售量唱片，更是史上最成功的轉型專輯 (crossover album)。

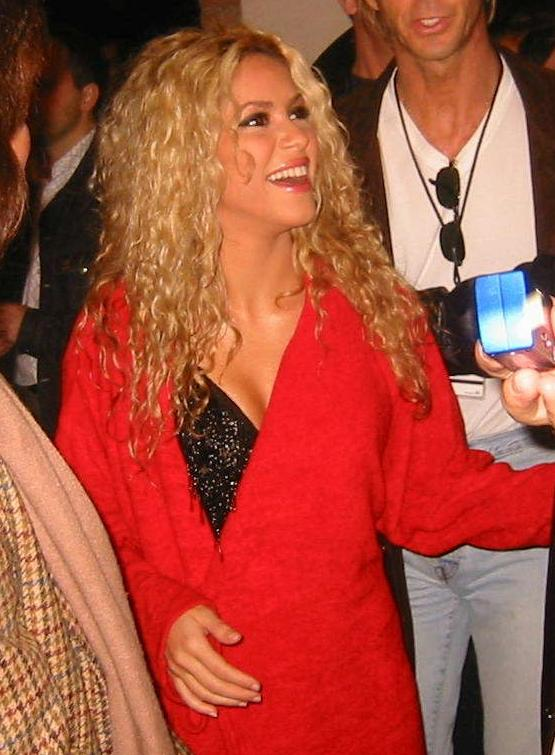
2003年貓鼬之旅巡迴演唱會西班牙馬德里站開場前

專輯為2002年全球最高銷量專輯第7位 (在澳洲及全歐洲更是2002年當地最高銷量專輯，美國全年排名第11位)，專輯在全美國及歐洲分別售出超過500萬及400萬張（德國100萬張、英國90萬張、法國71萬+張、西班牙50萬張、瑞士、瑞典及荷蘭各20萬張、葡萄牙超過16萬張、波蘭10萬張），加拿大、墨西哥及澳洲超過50萬張、委內瑞拉14萬張、日本及台灣10萬張，而於2001年及2003年全球最高銷量專輯則排行第31及第79位 ，專輯締造了32個國家白金或以上的銷售認証(包含台灣)及10個國家金唱片(包含香港)銷售成績 (加拿大、澳洲、西班牙及瑞士達到5白金，新西蘭、美國及芬蘭則達到3白金)。
《Whenever, wherever》並且是2002年最高銷量單曲及千禧年代最高銷量單曲之一，於美英法德均獲得極高銷量（美國售出200萬張、英國售出120萬張及法國售出100萬張（鑽石唱片認證）、德國售出75萬張、加拿大超過32萬張、澳洲超過28萬張、墨西哥超過18萬張、比利時超過10萬張），並且為法國史上其中一首最𣈱銷單曲，亦是英國千禧年代十大最高銷量女歌手單曲，更在澳洲史上最佳銷量單曲排行第284位（直至2017年為止），2015年為止銷售量達到1000萬張，而《Underneath Your Clothes》單曲銷量也超過500萬張，在美國售出50萬張、英國售出40萬張、德國及法國各售出25萬張、墨西哥超過22.5萬張、澳洲售出15萬張，亦分別於澳洲及新西蘭史上最佳銷量單曲排行433及733位。《Whenever, wherever》及《Underneath Your Clothes》分別為2002年歐洲最高銷量單曲第2位及第5位。《愛情洗禮》的巨大成功令它在數個國家紀錄中成為2000年至2009年間，其中一張最佳銷量專輯 - 包括：荷蘭(第21位)、奧地利(第17位)、澳洲(第43位)、美國(第114位)，也是澳洲 (澳洲史上百大最佳銷量專輯（2002年為第29位，直至2017年為止排行第81位）)、愛爾蘭(史上女歌手專輯第35位) 、新西蘭、法國及瑞士史上最佳銷量專輯之一。她亦是2002年全球銷量最高女歌手。

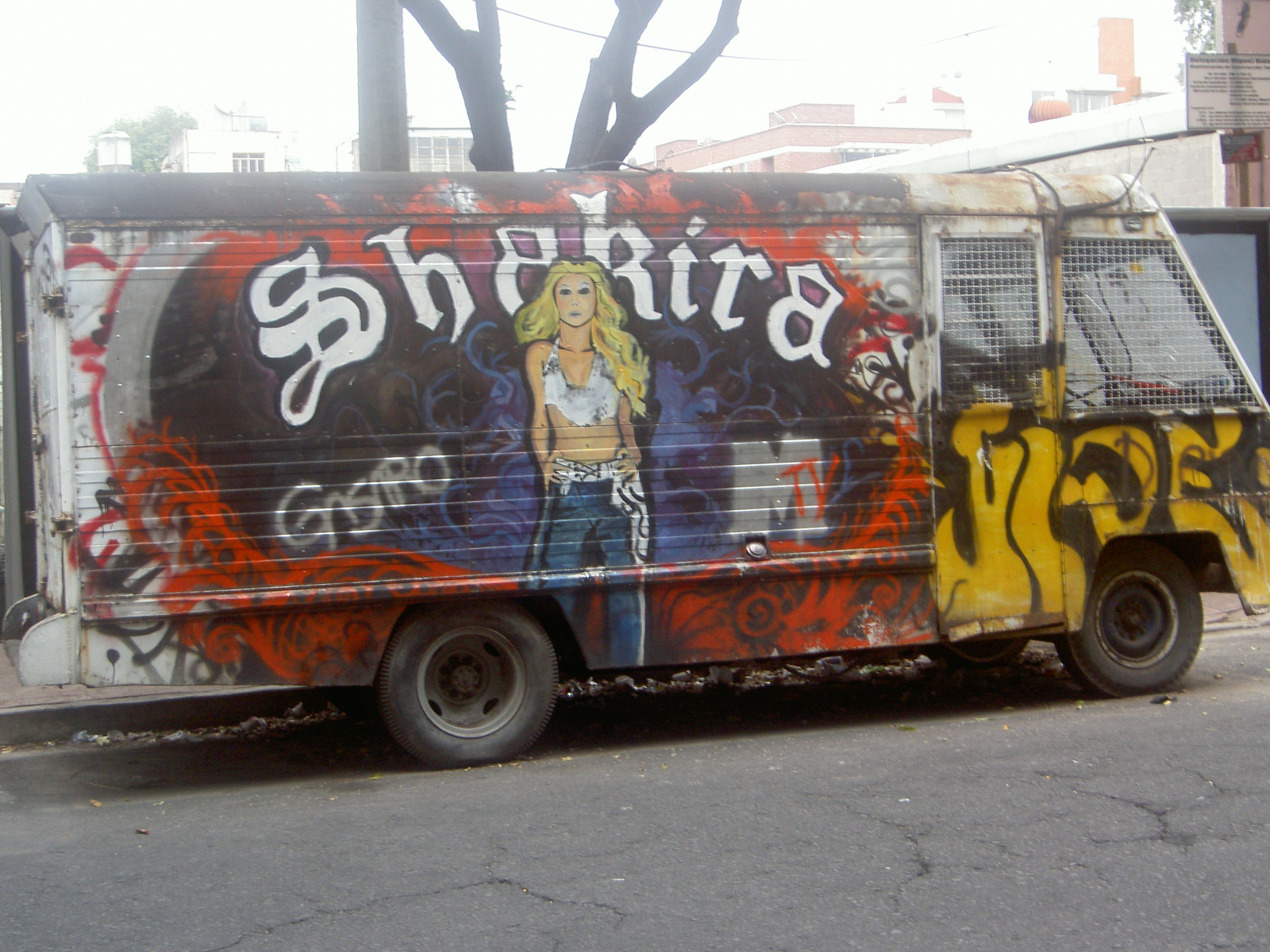
位於葡萄牙一輛以《隨時隨地》音樂錄影帶內夏奇拉的造型作為主題的卡車

夏奇拉當時在全球範圍進行全球性巡迴宣傳時，在日本東京時，吸引了東洋天后濱崎步及安室奈美惠兩大亞洲巨星觀看其於赤坂BLITZ的演唱會。
夏奇拉在全球熱潮下舉行了《貓鼬之旅巡迴演唱會》("Tour of the Mongoose")，由美國聖迭戈開始，至委內瑞拉卡拉卡斯結束。該巡迴演出的名字來源於貓鼬能夠擊敗眼鏡蛇而不被它的毒液殺死。該音樂會以貓鼬搏擊眼鏡蛇的視覺效果穿插點綴。
2002年，夏奇拉發行了西班牙語精選專輯《Grandes éxitos》，於美國及墨西哥均售出20萬張。2004年，夏奇拉發行了專輯《Live & Off the Record》。其中收录了夏奇拉2002－2003年的《貓鼬之旅巡迴演唱會》。

### 全球範圍的成功：《媚惑約定 首部曲》、《愛的原罪 次部曲》及《女狼現身》

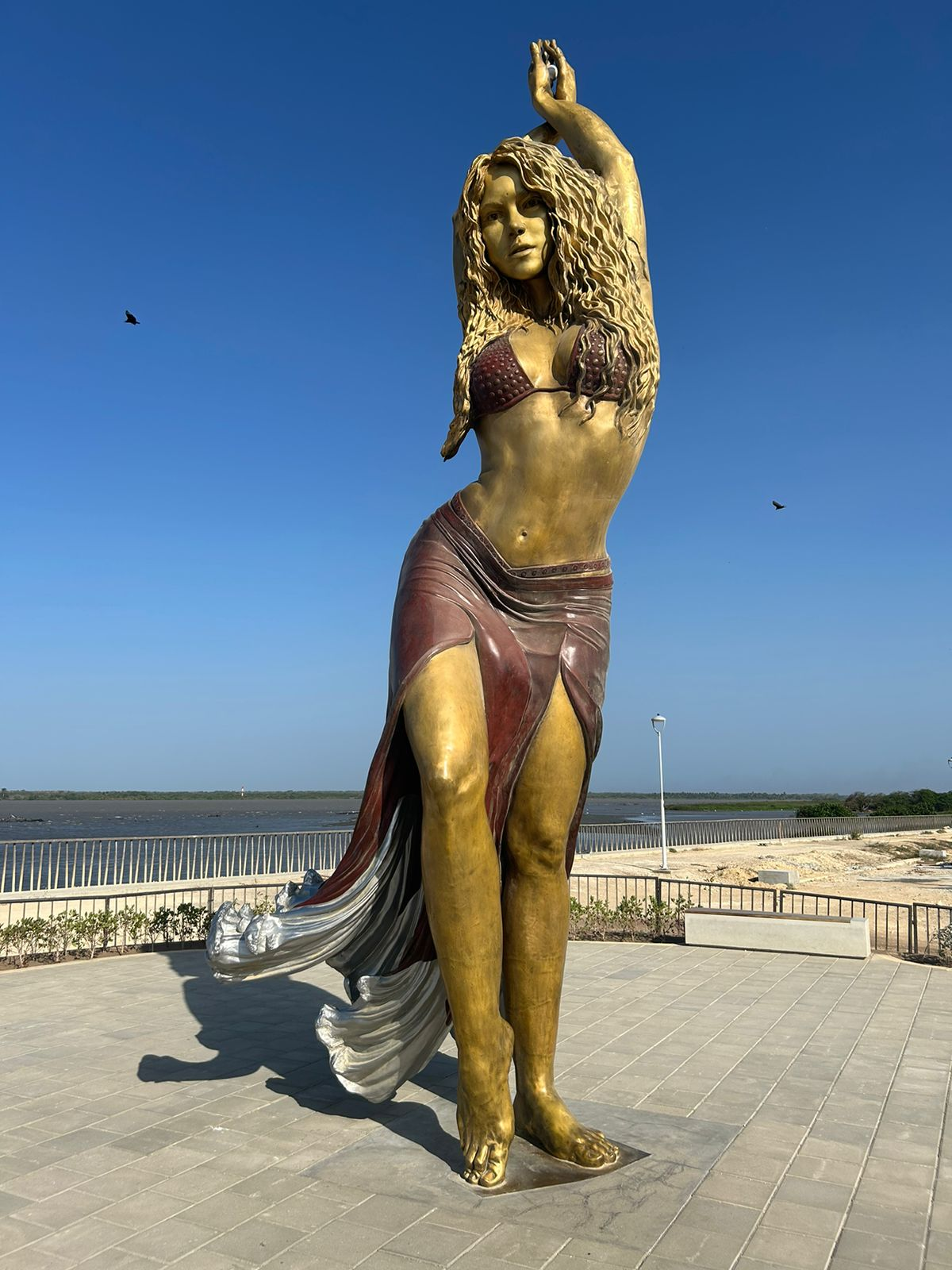
夏奇拉家鄉哥倫比亞巴蘭基亞的第二座雕像

在2005年6月，夏奇拉推出以西班牙語歌曲為主的《媚惑約定 首部曲》("Fijación oral Vol.1")，包含流行、佛朗明哥、搖滾等多元風情。發行首天便風靡多國，四小時之內就在墨西哥狂賣15萬張，而祖國哥倫比亞第一天狂賣八萬張，在委內瑞拉首天便已經達到白金銷量。 新專輯紛紛在拉丁國家造成搶購一空的驚人盛況。在美國，首週達157,000張（打破瑞奇·馬丁 2003年的專輯《沉默的靈魂》(Almas del Silencio) 65,000張的紀錄)，並在美國公告牌二百强专辑榜排行第四，獲健力士世界紀錄認證為西班牙語專輯於美國史上的首週銷量最佳記錄，並且為2000年起至今美國銷售量最高的西班牙語專輯。而主打歌《La tortura》持續創紀錄地連續二十五週排行「Hot Latin Tracks」榜首，並售出約200萬張單曲，另外再售出100萬鈴聲下載，全美銷售量超過300萬張，全球各地合共賣出600萬張，為千禧年最高銷量西班牙語單曲並獲健力士世界紀錄認證為史上最佳銷量西班牙語單曲，並為史上最高銷量單曲之一。《媚惑約定 首部曲》首週銷量此後從沒有一張西班牙語專輯的美國首週銷量超過60,000張。此專輯在非西班牙語國家也同樣受歡迎，在意大利、西班牙、阿根廷、奥地利、墨西哥、美國、瑞士和德國，這張專輯也曾登上銷售榜冠軍或亞軍。而在比利時、荷蘭、法國、芬蘭、葡萄牙、俄羅斯、加拿大和匈牙利，也曾在以上國家達到前十位。據統計，《媚惑約定》在美國及歐洲各售出超過100萬張，而全球銷售則超過500萬張（德國、西班牙及墨西哥各30萬張，哥倫比亞、法國及阿根廷各10萬張）。这张专辑獲告示牌評為2000年代全球的拉丁專輯 ( The Latin album of the Decade )，並令她贏得第2個格萊美獎——最佳拉丁搖滾/另類專輯，还在拉丁格萊美獎中获得了4个獎項——《媚惑約定 首部曲》获得全年最佳專輯奖和最佳流行音樂演唱專輯奖，《La tortura》获得全年最佳单曲奖和全年最佳唱片奖。
她在2005年「MTV歐洲音樂獎」儀式上击败關·史蒂芬妮等知名音乐家，获得了最佳女歌手奖。夏奇拉在她獲勝後在一群舞者和一輛大車中表演了预售专辑《愛的原罪 次部曲》("Oral Fixation Vol.2")的主打單曲《別煩了》("Don't Bother")。

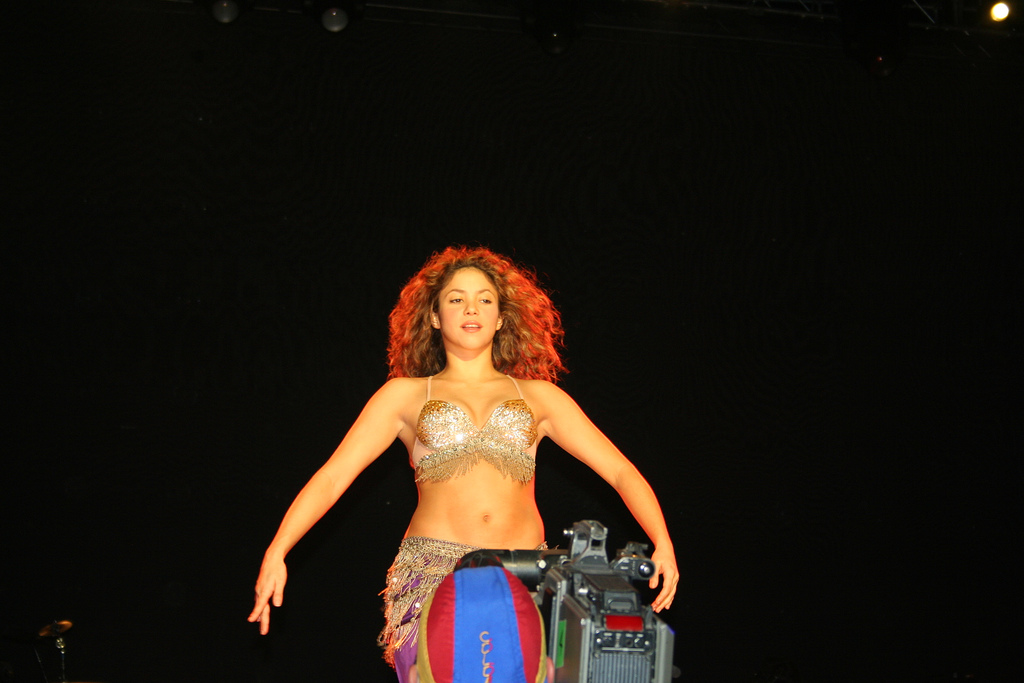
夏奇拉於《愛的原罪巡迴演唱會》厄瓜多爾瓜亞基爾站

2005年11月，夏奇拉正式發行第2張英文專輯《愛的原罪 次部曲》，美國銷售量超過300萬張，歐洲則售出100萬張（英國40萬張、德國40萬張、法國20萬張，意大利及西班牙10萬張），加拿大超過20萬張，墨西哥15萬張，而全球專輯銷售量超過800萬張（加拿大20萬張、墨西哥15萬張）。雖然主打單曲《Don't Bother》很受音樂評論家歡迎，但並未登上美國流行榜前40位。其後與Wyclef Jean合唱的《難以抗拒 (台譯：電動馬達) 》( Hips Don't Lie )橫掃全球樂壇。這首融合哥倫比亞、加勒比海、海地及土耳其音樂風格。當時夏奇拉的唱片公司史詩唱片為了推動專輯《愛的原罪》的銷售量，刻意先封鎖歌曲在網路上付費銷售長達三個月，迫使歌迷先購買收錄了《難以抗拒》的《愛的原罪》，而當《難以抗拒》開始在全美進行下載銷售，短短一週銷售量高達267,000張，大破由饒舌團體D4L於2005年尾創下的175,000銷售紀錄，成為了她首支美國公告牌百強單曲榜第1首冠軍曲，並成为首位同登公告牌英文和拉丁主流榜冠軍的藝人，並在全球55個國家的單曲榜奪冠。《難以抗拒》當時創造了史上下載量最快超過100萬的紀錄 (9週)，打破了加拿大流行歌手丹尼爾·帕德的名曲壞天氣 (16週)，最終總銷量超過2000萬的世界紀錄 (包括1300萬的下載銷售及600萬的實體銷售 )，為千禧年 (2000年-2009年) 最高銷量單曲 (並且是史上第一首下載及串流銷售超過1000萬的單曲)，更被告示牌評為2000年代全球的代表歌曲 (Song of the Decade ) ，而在美國及英國銷售量分別達到600萬 ( 400萬下載銷售及200萬鈴聲下載 ) 及240萬，在澳洲史上最佳銷量單曲排行第166位（直至2017年為止，被認證為6白金），在加拿大被認證為鑽石唱片成為該國史上銷量最高單曲之一 (80萬銷售) 。《難以抗拒》在美國推出首週內播放9657次，刷新電台點播率最高單曲紀錄。 夏奇拉更被邀請於2006年德國世界盃閉幕式演唱這首歌。此曲更奠定夏奇拉的舞后地位及其性感形象，無論在MV或現場表演其電動馬達的舞技深入人心。《難以抗拒》即使在十年後 (2016年) 亦在美國告示牌拉丁下載歌曲年終榜上排名第9位，該年售出95,000張，在2017年Billboard 史上最偉大流行歌曲排行第93位。 此專輯是夏奇怪拉事業生涯最佳的英語專輯，其中專輯內的《帝汶》(Timor) 以諷刺手法帶出帝汶島以至全世界的政治問題，如：壞人當政、平民深受苦難，廣受歌迷歡迎。
由2006年6月14日到2007年7月15日，夏奇拉舉行了横跨4大洲的《愛的原罪巡迴演唱會》("Oral Fixation Tour")，由西班牙沙拉哥薩起跑，於格魯吉亞第比利斯結束。其中2007年5月27日於墨西哥首都墨西哥城超過200,000觀眾聚首憲法廣場，締造墨西哥 / 拉丁美洲演唱會史上最高人數紀錄 (期後被小賈斯汀以210,000觀眾打破) ，在埃及開羅則在吉薩金字塔大平地則吸引超過10萬觀眾，為非洲史上最最高人數紀錄，而夏奇拉亦在美國第四大城市邁阿密美國航空球場舉行5場演唱會，為在該場地舉行最多場次之女歌手。

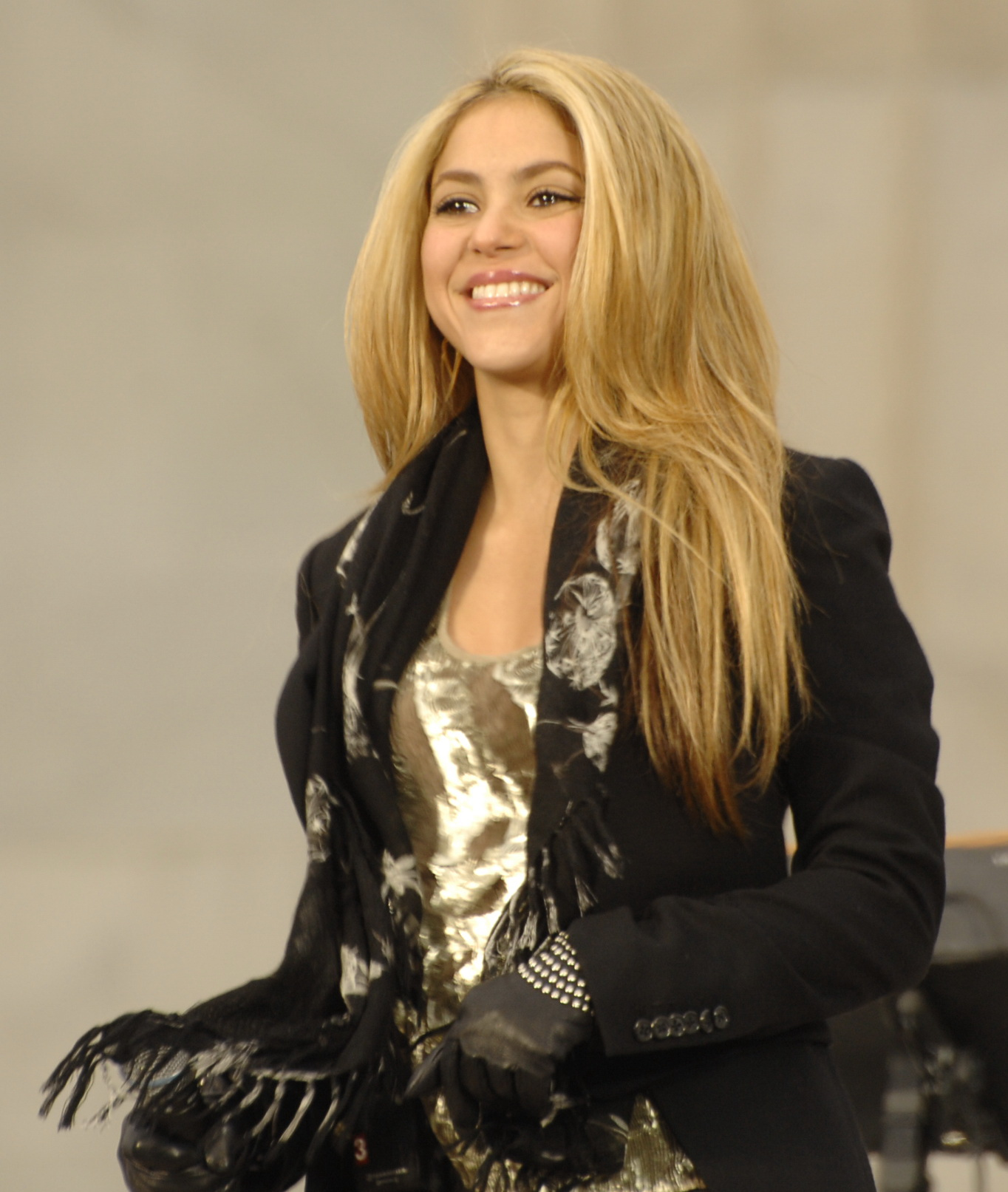
2009年夏奇拉於華盛頓特區參與奧巴馬總統就職典禮的表演，兩年後她加入奧巴馬政府團隊

2007年，她和另一位樂壇天后碧昂絲合唱《愛情騙子》("Beautiful Liar")，合唱構想來自碧昂絲，她一直渴望和夏奇拉合作，縱然收錄在碧昂斯的最新專輯《B'Day》第一首，曲風卻有強烈的夏奇拉風格。單曲於美國及歐洲均大獲好評，單曲於美國及英國售出200萬及60萬張。其MV為兩位天后遭同一男劈腿，共嗆負心漢的故事，兩人均使出令人拜服的舞蹈功力。
2008年， 她和Live Nation 簽下價值3億美元的十年巡迴演唱會的合約，於此十年內，夏奇拉的所有演唱會必須由Live Nation 承辦。
2009年10月9日, 夏奇拉發行了她的第3張英文專輯《女狼現身》("She Wolf")。她一改以往的拉丁曲風，專輯較為偏重電子音樂，保留個人獨有的搖滾曲風，同時吸收非洲、哥倫比亞、印度和中東等多地區的音樂元素。這張專輯把電子音樂和不同樂風及樂器融為一體，鈴鼓（Tambourine）、單簧管、東方音樂（Music of Asia）、印度音樂、牙買加舞廳樂（Dancehall）都組合到《女狼現身》中。專輯中的《女狼現身》、《重蹈覆轍》("Did It Again")、《吉卜賽人》("Gypsy")及《給予我所有》("Give It Up To Me")等曲目均大受歡迎。專輯銷量尚佳但仍然未及預期，在美國銷售約379,000張，全球销量近200萬張（英國、德國及墨西哥各10萬張）。專輯在东亚的反响也不小，在台灣獲得白金唱片銷量，在日本也曾登上Oricon公信榜第26位。其同名單曲《女狼現身》卻在英美大受歡迎，於美國及英國分別售出超過182萬及60萬張。而《女狼現身》的MV中，夏奇拉展現出她的高難度舞姿，下腰、空中迴旋折、正側劈腿、演繹米高·積遜的經典招牌的「反重力前傾」等，繼《難以抗拒》後再鞏固她的電臀女皇形象。

### 奠定樂壇超級巨星地位：《舞動陽光》、《夏奇拉》、《黃金國》、 登上超級盃中場舞台及三度登上世界盃

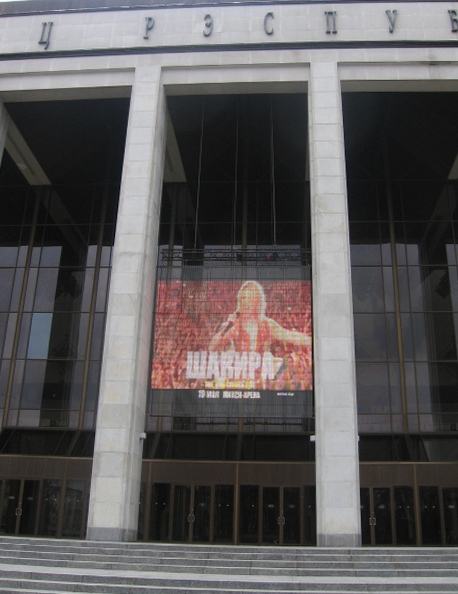
夏奇拉2011年《日出世界巡迴演唱會》位於白俄羅斯明斯克演唱會場地外的海報

2010年10月19日, 夏奇拉發行了第4張以西班牙語歌曲為主的專輯《舞動陽光》("Sale el Sol")，表現出強烈的搖滾面，同時包覆羅曼史記情歌，以及傳統拉丁節拍。專輯中夏奇拉更運用不同的樂風，巧妙融合鄉村和拉丁搖滾，亦有熱情騷動的拉丁嘻哈，另有柔情的小品曲目配上日本弦樂。專輯於法國大賣57萬張（鑽石唱片認證），而在美國首週銷量達52,000張，為史上西班牙語女歌手專輯第二高的首週銷量紀錄 ( 僅次於《媚惑約定 首部曲》的157,000張 )，期後獲認證於美國銷售量超過60萬張（拉丁鑽石唱片認證），全球銷售量超過400萬（哥倫比亞（鑽石唱片認證）及德國各20萬張、巴西（鑽石唱片認證）16萬張、西班牙及意大利12萬張、墨西哥10萬張），此專輯為首次有西班牙語專輯登上全球 iTunes專輯排行榜冠軍。專輯更被告示牌選為十年 (2010 - 2019) 五十張最佳拉丁專輯之一。 其中的《非洲时刻》("Waka Waka (This Time for Africa)")因作为2010年“南非世界盃”主題曲，於全球熱播售出超過1000萬下載銷量，在多國大受歡迎，為史上最𣈱銷世界盃主題曲，於美國售出200萬張、德國及英國各售出120萬張、加拿大售出64萬張（8白金唱片認證）、法國售出60萬張（鑽石唱片認證）、售出60萬張、印度售出30萬張（20白金唱片認證）、瑞典（12白金唱片認證）及西班牙各售出20萬張，成績斐然。她也於南非約翰內斯堡世界盃開幕及閉幕儀式上作表演。而專輯另一主打歌《Loca》（瘋狂女人）亦大受歡迎，於推出6週內全球售出100萬張，最終售出500萬張單曲（美國售出60萬張、哥倫比亞售出20萬張（鑽石唱片認證）、德國、法國售出15萬張、墨西哥售出12萬張）。自2010年9月15日起，夏奇拉舉行橫跨全球4大洲43個國家、共计107場的《日出世界巡迴演唱會》("The Sun Comes Out World Tour")。并首次将東亞地新加坡也列入巡演地点中。演唱會於北非摩洛哥拉巴特站締造了150,000觀眾的紀錄，為當時Mawazine音樂節最高入場人次的紀錄。
於2012年夏奇拉宣佈懷孕，與西班牙球星碧基迎來第一位寶寶。但她期間並沒有放棄工作，並與亞瑟小子加入第四季及第六季的美國好聲音，第四季比賽的開播亦創下了美國好聲音歷史上的各季之中最好的收視，總體來說第四季節目的收視率亦高於第三季。

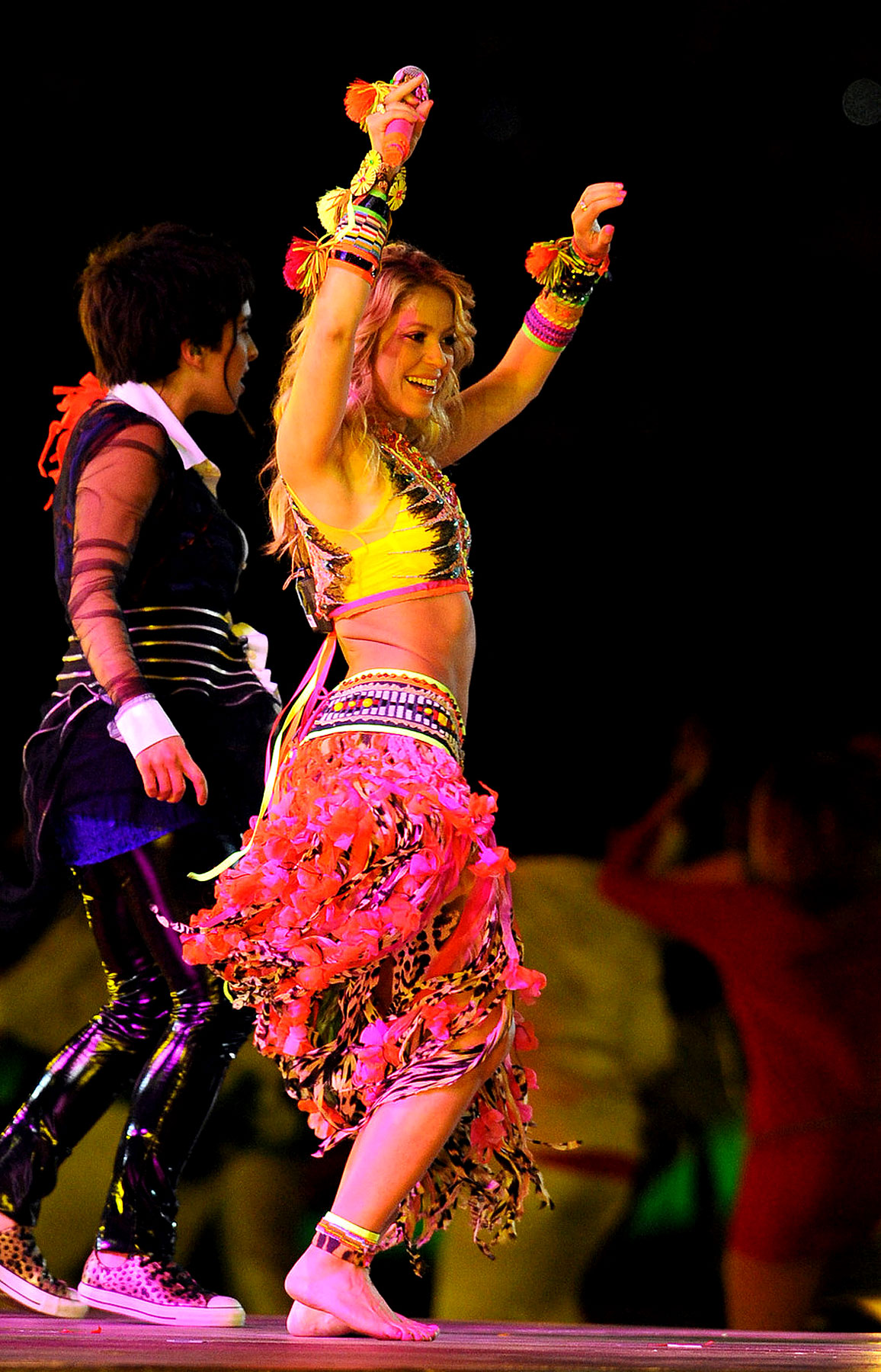
夏奇拉2010年於南非世界盃閉幕儀式上演出

2014年，夏奇拉與蕾哈娜合唱的《Can't remember to forget you》，在itunes的57個國家版面中登上榜首，其MV於上載十天內觀看人數超過1億人次，觀看人數最終亦接近10億人次，在美國售出300萬張、英國40萬張、德國15萬張。其同名專輯《夏奇拉》("Shakira")專輯推出後一曰內便立即在全球60國iTunes專輯排行榜登頂，首週於美國賣出85,000張，登上公告牌二百强專輯榜亞軍，於哥倫比亞獲得鑽石唱片認證，售出20萬張。第二主打《Empire》雖沒大紅大紫，但憑藉歌曲的大器曲風而展現夏奇拉的唱功，單曲於美國獲認證售出超過100萬張。第三主打《Dare (La la la)》同樣於美國獲認證售出超過100萬張，於德國售出15萬張，其實後夏奇拉連續第三次登上世界盃舞台，於決賽日唱出改編版本《La la la (巴西2014)》，她為史上登上世界盃次數最多的歌手。專輯於2014年年終獲得音樂權威滾石雜誌  選為2014年20大最佳流行專輯。
2016年，與迪士尼公司動畫工作室合作，替《動物方城市》錄製主題曲《嘗試一切》，於全美獲認證售出300萬張單曲、全英國40萬張單曲。期後亦推出與哥倫比亞歌手Carlos Vives推出西班牙語單曲《單車》(La Bicicleta)，歌曲開首和過門時，都加入了哥倫比亞傳統樂器和原素入歌曲，MV中夏奇拉及Carlos Vives回到祖國哥倫比亞拍攝，歌詞中提及如果你去過哥國的Tayrona國家公園，就不會想回去巴塞隆那（夏奇拉現居地、其男友碧基的出生地），整首歌充滿著對哥倫比亞老家的愛。歌曲於眾多西班牙語國家大受歡迎，在哥倫比亞（鑽石唱片認證）、墨西哥及西班牙三國各售出超過20萬張單曲，並且於第17屆拉丁格萊美獲得《年度歌曲》及《年度制作》兩獎。2018年，《單車》獲美國唱片業協會認證於美國售出162萬張，為美國史上其中一首最高銷量的拉丁單曲 (27白金)。在西班牙亦是該國其中一張史上最高銷量單曲，售出28萬張（7白金）。期後再於墨西哥獲更新認證為2x鑽石+金唱片，售出63萬張。

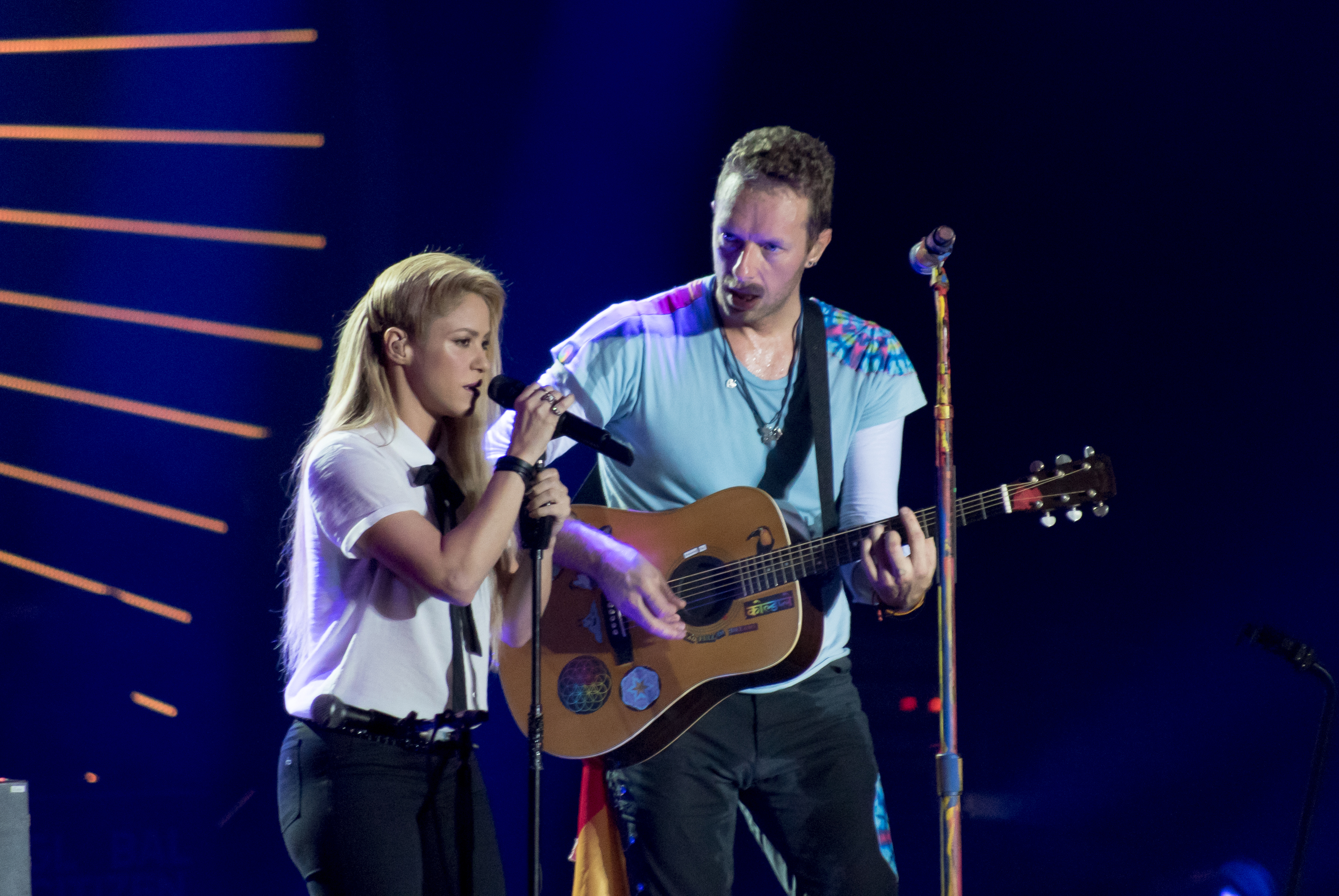
夏奇拉2017年於德國漢堡與酷玩樂團主音基斯·馬田演出

2017年，夏奇拉於2月公佈新西語專輯及新巡迴演唱會蓄勢待發。2016年年終推出與同為哥倫比亞的新進歌手的馬盧瑪的西班牙語合唱歌曲《勒索》(Chantaje)，在YouTube 上為第二支突破10億觀看人次的西班牙語MV（笫三首最快突破十億人次的MV)，單曲於美國售出100萬張，期後於阿根廷、墨西哥及法國亦獲認證為鑽石唱片，分別售出25萬張、57萬張（墨西哥亦獲認證為鑽石＋4x 白金唱片＋金唱片）及25萬張，而於巴西更獲認證為3x鑽石唱片 (75萬張)，意大利亦售出約15萬張，於加拿大、西班牙、英國及德國售出20萬張，為新專輯打嚮頭炮。《勒索》更為英國史上首支獲認證的西班牙語女歌手歌曲。而期後亦推出與羅西王子合唱的《似曾相識》(Deja Vu) 和《我愛上了》(Me Enamoré)，而《我愛上了》當中的歌詞就是讓歌迷知道她如何遇上碧基，與他相戀。《似曾相識》期後於美國獲認證為15白金（拉丁），90萬張的銷售量。夏奇拉於5月12日公佈將於5月26日發佈最新西語專輯《黃金國》(El Dorado)，專輯推出後一曰內便立即在全球37國iTunes專輯排行榜登頂，包括：美國、法國、西班牙、墨西哥、巴西、加拿大等，於香港及台灣亦分別達到第3及第4四位，此專輯為2010年後繼夏奇拉的專輯《舞動陽光》後首次再有西班牙語專輯登上全球 iTunes專輯排行榜冠軍，而此專輯亦為夏奇拉首張專輯於Spotify串流量達到20億次，為繼碧昂絲和希雅後第3位 90年代女歌手達到此成績，加上YouTube，串流總次數合共達到110億次，《黃金國》為2017年最高串流量女歌手專輯，期後更超越泰勒絲的1989成為史上最高串流量女歌手專輯。5月27日，她在facebook、twitter等社交媒體公佈了新巡迴演唱會《黃金國度世界巡迴演唱會》的場次及日期，原定由德國科隆起跑，於法國、盧森堡、比利時、荷蘭、西班牙、葡萄牙、意大利、瑞士、美國及加拿大各大城市演出，但於11月在科隆演唱會舉行前夕，她因聲帶受傷取消了首場演出，期後再取消所有歐洲及美加場次，而巡迴演唱會則延至2018年六月。期後於2018 1月年再加開漢堡、倫敦及波爾多三站。公開發售當天，倫敦站於一小時內售出九成門票，漢堡站亦幾乎全數售罄。《忠犬》(Perro Fiel) 在尚未成為主打歌前便已在西班牙獲得金唱片認證，而《我愛上了》在墨西哥鑽石（30萬）、法國及西班牙亦分別獲得金唱片及3白金認證，兩首歌曲期後於多國獲得認證。《黃金國》在巴西、哥倫比亞及秘魯分別獲得白金銷量認證，墨西哥雙白金+金唱片銷量認證（15萬）、在美國則獲得鑽石唱片 (拉丁) 的銷量認證（84萬，為唯二兩張美國銷量超過50萬的2017西班牙語唱片），於西班牙、法國及波蘭則獲得金唱片認證，全球一共售出420萬張。《勒索》成為2017年YouTube 上最高串流量的女歌手影片，男女合計則為第二位，總成績僅次於《Despacito》。夏奇拉亦成為了2017年YouTube女歌手串流量冠軍、女歌手中Spotify串流量排行第六位，所有串流平台合計則為全年女歌手總冠軍，整張專輯合共超過100億串流量。2018年，她於第60屆格萊美獎上憑《黃金國》獲得「最佳拉丁流行專輯」，使她成為格萊美史上首位兩次獲得此獎項的歌手，更是該屆唯二獲獎的兩位女歌手（另一位為艾莉西亞·卡拉）。

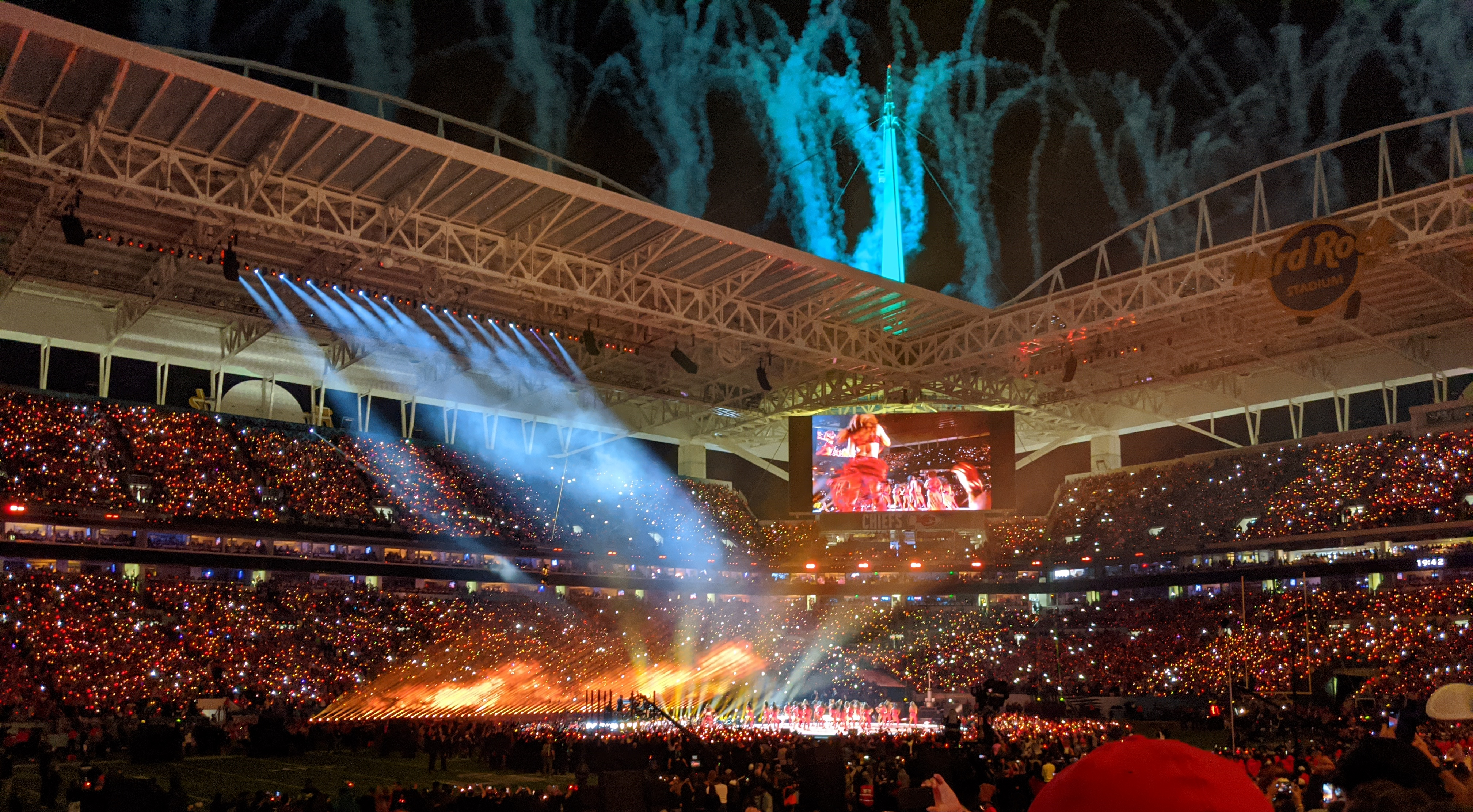
夏奇拉於邁阿密擔任超級碗中場表演嘉賓，圖中正演唱《隨時隨地》

2020年，她於邁阿密聯同珍妮弗·洛佩兹為美國一年一度盛事超級碗擔任中場表演嘉賓，登上超級碗舞台為美國樂壇對其天后巨星身份至高無上的肯定，以往登上超級碗舞台的巨星包括：麥當娜、米高積遜、女神卡卡、U2等。夏奇拉和珍妮弗·洛佩兹是首位中場表演全拉丁的演出者，亦是繼葛洛莉雅·伊斯特芬再次有拉丁女歌手登上超級碗舞台（一共四位歌手曾登上，另一位為安立奎·伊格萊西亞斯）。夏奇拉的表演獲得巨大回嚮，獲娛樂界明星及政治界人物，如：傑布布殊及金·卡戴珊譽為「史上最佳中場秀」。中場表演過後，《隨時隨地》馬上在美國iTunes歌曲榜暴衝至第一位，《難以抗拒》( 第三位 )、《非洲時刻》(第五位) 及《女狼現身》(第七位) 均登上頭十位，多達33首歌重登上歌曲榜，而《愛情洗禮》在專輯銷量榜則暴衝至第十二位，幾乎所有專輯均重登美國iTunes銷量榜。中場表演在美國收視達到1.04億人次觀看，而在加拿大則創下史上收視最高的紀錄，多達950萬人次觀看，為該國三分之一人口。《隨時隨地》亦在加拿大iTunes歌曲榜暴衝至第二位，夏奇拉在全球多國如：墨西哥、英國、澳洲、西班牙亦銷量暴增。中場表演在YouTube亦三天創下1億串流量，短短三日創下為史上最多點擊率的中場表演，期後其超級碗更獲得4項艾美獎提名。最終於年尾公佈的Google搜尋結果數量，夏奇拉成為2020年美國及加拿大最高搜尋量的歌手。

### 後超級碗時期：跨時代巨星不斷創下紀錄
在超級碗表演大獲成功後，夏奇拉因為2019冠狀病毒病疫情大流行而把新一輪世界巡回演唱會押後，她在此段期間發行多首歌曲，包括：《女孩像我》(GIRL LIKE ME)、《恭喜你》(Te Felicito)及《單調寂寞》(Monotonía)等。《女孩像我》在美國銷售量超過100萬、墨西哥超過60萬、法國超過33萬（鑽石認證) ，歌曲風格遍向流行音樂，主要向拉丁裔女性致敬。《恭喜你》則以超過7億5000萬成為2022年串流量頭五位的單曲，在美國銷售量超過78萬、墨西哥超過70萬、西班牙超過36萬，並且在Spotify每日排行榜上進榜超過200天。

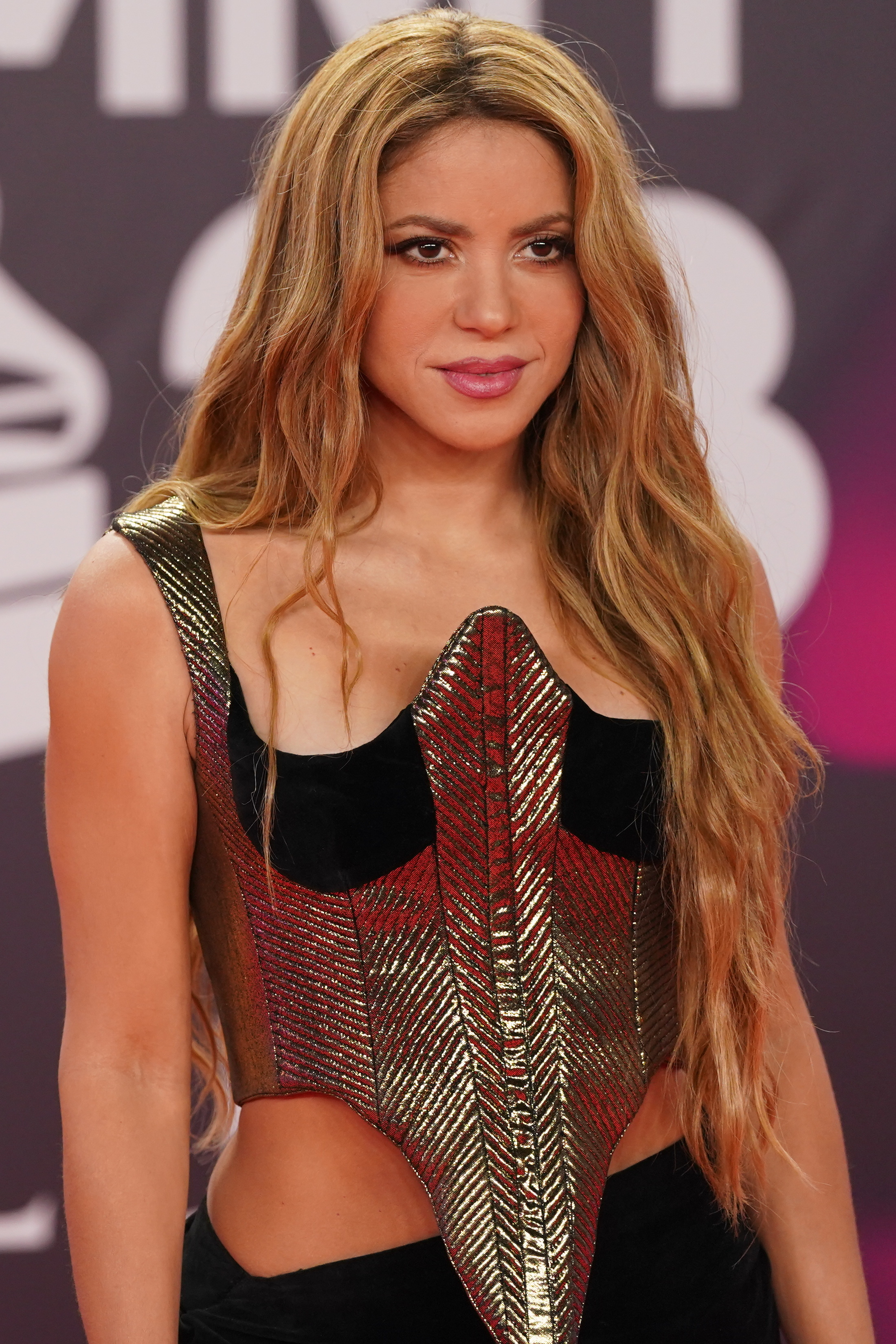
夏奇拉2023年於西班牙西維爾出席拉丁格萊美頒獎典禮

2023年1月12日，她與阿根廷DJ Bizarapp合作發展行《BZRP音樂系列 Vol.53》，歌曲一推出引起現象級哄動，歌詞大意與《恭喜你》及《單調寂寞》一樣主要指控出軌的前男友碧基，但內容更為直接顯白。《BZRP音樂系列 Vol.53》推岀首天登頂美國、西班牙及墨西哥多國iTunes歌曲榜第一位，並且在YouTube以5000萬觀看次數創下西班牙語歌曲首天最高播放率紀錄及在Spotify 以1439萬串流量直接登頂全球單日最高串流歌曲，為史上五大新歌首天最高播放率紀錄 (拉丁歌曲史上最高、其餘四位皆為泰勒斯Midnights (午夜) 的歌曲)。其中在西班牙 (394萬)、墨西哥 (383萬)、哥倫比亞 (75萬)、阿根廷 (146萬)、智利 (88萬)、秘魯(55萬)多國創下歌曲單日播放紀錄最高次數，而美國則以接近100萬排行第6位。次日(13日)及第三天更以1326萬及1286萬串流量打破Spotify新推出歌曲次日及第三天全球單日最高串流量紀錄，在美國、加拿大、英國、意大利、法國、德國、巴西、新加坡、香港、瑞士等多國串流量更不斷遞增。《BZRP音樂系列 Vol.53》三日內在YouTube 播放率超越1億觀看次數，在美國則在兩天內售出10萬張單曲紀錄，兩者皆為西班牙語歌曲最高紀錄。在西班牙，《BZRP音樂系列 Vol.53》憑一天的串流量登上西班牙單曲榜第1位。在意大利則登上第2位。在英國，此歌為她第一首西班牙語歌曲登上英國單曲排行榜第31位，在英國市場以英語歌曲為主非常罕見。在美國則空降Billboard Hot 100單曲排行榜第9位 (夏奇拉上一次西班牙語歌曲最高紀錄為La Tortura (為愛傷神) 最高位置23位、在榜31週)，為史上首次有西班牙語女歌手歌曲登上頭十位位置，罕見地出道32年還能登上告示牌歌手曲榜頭十位置的歌手，也是Hot 100單曲排行榜史超過39年再有非英語歌曲登上頭十位位置 (第30首非英語歌曲創下此紀錄)。
一個多月後，她和卡羅爾·G合作推出《TGQ》，在哥倫比亞再打破歌曲單日播放紀錄最高次數(82.6萬)，超越自己的《BZRP音樂系列 Vol.53》，新歌曲於首天在美國Spotify創下西班牙語女歌手單曲單日最高串流量紀錄 (超過130萬、第6位)，空降Billboard Hot 100單曲排行榜第7位，為夏奇拉一個月內再有非英語歌曲登上頭十位位置 (第31首非英語歌曲創下此紀錄)，評論指出夏奇拉事業的長紅程度只有流行女帝麥當娜才能相比。
2024年3月22日，夏奇拉新專輯《女人不再哭泣》(Las Mujeres Ya No Lloran) 發行，收錄多首此前發行的熱門歌曲，於全球播放100億次，成為2024年串流媒體播放量最高的專輯。

## 榮譽
| 國家 (或組織)  | 獲獎年份     | 榮譽名稱 | Ref.           |
| -------------- | ------------ | --- | -------------- |
| 奥地利         | 2003         | 獲奧地利維也納市政府頒金市政廳人（德語：Goldener Rathausmann）頭銜以表揚其對音樂的貢獻 (English: Golden man of the Vienna Town Hall)                                                                                   | [ 85 ]         |
| 阿根廷         | 2018         | 2018年夏奇拉在布宜諾斯艾利斯舉行《黃金國度世界巡迴演唱會》前夕，其市議會宣佈她為布宜諾斯艾利斯的榮譽貴賓 | [ 86 ]         |
| 哥伦比亚       | 1998         | 國家功績勳章(English: The Order of Merit) | [ 87 ]         |
| 哥伦比亚       | 1999         | 哥倫比亞共和國大民主勳章 (English: The Grand Order of Democracy) | [ 88 ]         |
| 哥伦比亚       | 1999         | 佩德羅·羅梅羅獎章 - 被獲封為卡塔赫納市的女兒 (English: The Pedro Romero Medal - Adoptive Daughter of Cartagena) | [ 89 ]         |
| 哥伦比亚       | 2006         | 哥倫比亞政府於巴蘭基亞為夏奇拉鑄造了一個六噸重的銅像 (位於巴蘭基亞大都會體育場旁邊) | [ 90 ]         |
| 哥伦比亚       | 2014         | 哥倫比亞最佳領袖 (English: The Best leader of Colombia) | [ 91 ]         |
| 哥伦比亚       | 2023         | 哥倫比亞政府再於巴蘭基亞為夏奇拉建立第二座銅像 (位於巴蘭基亞市中心Gran Malecón海濱步道) | [ 92 ]         |
| 法國           | 2011         | 藝術與文學勳章騎士勳位 - 法國文化部為表揚夏奇拉在文學界與藝術界中的傑出貢獻 (English: Order of Arts and Letters) | [ 93 ] [ 94 ]  |
| 法國           | 2012         | NRJ音樂獎 音樂生涯榮譽獎 | [ 95 ]         |
| 印度           | 2013         | 伊莎貝拉公主勳章 | [ 96 ]         |
| 國際勞工組織   | 2010         | 社會正義獎 | [ 97 ]         |
| 黎巴嫩         | 2018         | 於其父親的出生地拜特龍一個廣場改名為夏奇拉·伊莎貝爾·梅瓦拉克廣場，並種植了兩顆雪松樹代表她和她父親 | [ 98 ]         |
| 西班牙         | 2016 及 2023 | LOS40 音樂獎分分別於2016頒發金音樂榮譽獎以表揚她作為全球最佳國際拉丁歌手。2023年，該頒獎典禮再次頒發金音樂榮譽獎以表彰夏奇拉作為全世界最有影響力和最受關注的拉丁歌手之一。                                             | [ 99 ] [ 100 ] |
| 瑞典           | 2023         | Spotify為了表彰夏奇拉的傳奇音樂生涯 - 宣布2023年9月29日為夏奇拉日 | [ 101 ]        |
| 英国           | 2022         | 英國作曲家、作詞家和作家學院獎艾弗·諾韋洛獎為了表彰夏奇拉 (Shakira) 作為世界上最有影響力的歌曲作者和音樂家之一，向她頒發其最高榮譽 - 蘋果音樂 的 艾弗·諾韋洛特別國際獎。 她是繼瑪麗亞·凱莉之後第二位獲此殊榮的女歌手。 | [ 102 ]        |
| 美国           | 2006         | 2006年夏奇拉於邁阿密舉行《愛的原罪巡迴演唱會》，獲邁阿密市政府頒發邁阿密鑰匙 | [ 103 ]        |
| 美国           | 2006         | 邁阿密市政府宣布每年的12月6日為邁阿密「夏奇拉日」 | [ 104 ]        |
| 美国           | 2011         | 拉丁格萊美獎最高榮譽年度人物獎 | [ 105 ]        |
| 美国           | 2011         | 荷里活星光大道2454號星星 | [ 106 ]        |
| 美国           | 2016         | 拉丁歌曲作家名人堂入選名單 (表演者類別) | [ 107 ]        |
| 美国           | 2023         | 格萊美博物館為了表揚夏奇拉的傳奇音樂生涯，於館內舉辦「夏奇拉，夏奇拉：格萊美博物館體驗」的展覽 | [ 108 ]        |
| 美国           | 2023         | 2023告示牌年度拉丁女性 | [ 109 ]        |
| 美国           | 2023         | 2023青年獎 - 變譽推動改革獎 - 表彰夏奇拉對西班牙語音樂的改革和推動 | [ 110 ]        |
| 美国           | 2023         | MTV音樂錄影帶大獎 - 米高·積遜音樂短片先鋒獎，為史上第一位來自拉丁美洲及第一位非英語系國家出生的得獎歌手 | [ 111 ]        |
| 美国           | 2023         | 美國少數族裔商會 - 2023年年度女性人物 | [ 112 ]        |
| 世界經濟論壇   | 2017         | 水晶獎得主 | [ 113 ]        |
| 世界掃盲基金會 | 2020         | 全球掃盲獎 | [ 114 ]        |

## 個人生活
夏奇拉除母语西班牙语外，还能流利使用英语和葡萄牙语 、意大利语、法语、加泰罗尼亚语，而對德語和阿拉伯语都有一些了解。夏奇拉信仰罗马天主教 ，且曾在1998年拜謁教皇若望·保禄二世。她是时尚模特、2005-2006年度“哥伦比亚小姐”Valerie Domínguez的表亲。在《The Paul O'Grady Show》栏目的一次采访中，夏奇拉因自己血统复杂，称自己是“杂交种”("mutt")。她还说这一点是歌曲《吉普赛》的创作背景。她與葛洛莉雅·伊斯特芬、愛黛兒、瑞奇·馬丁、約翰·梅爾、碧昂絲、蕾哈娜、克里斯·馬汀、亞雷漢德羅·桑斯、亞當·列維等多位巨星均是好友。
2000年，夏奇拉開始与安東尼奧·德拉魯阿（阿根廷前總統費南多·德拉魯阿之子）相戀，并一度登上所有拉美新聞的頭條。2001年3月，德拉魯阿向她求婚。在老德拉魯阿執政期間，阿根廷崩潰，導致2001年12月阿根廷暴亂。為回應這次騷亂，淘尔(Tower)唱片公司決定停止銷售夏奇拉的專輯，因為安東尼奧直接涉及其父統治中的管理。德拉魯阿和夏奇拉保持了訂婚關係，但沒有公佈了的婚姻計劃。隨著《媚惑約定首部曲》与《愛的原罪次部曲》的發行，夏奇拉稱她計劃某天分兩部分發行她最重要的“超級作品”：她的孩子們。夏奇拉在《Don Francisco presenta》栏目中曾表示她希望在2007年春季未婚夫從大學畢業之後能拥有2個孩子——一男一女。2011年1月10日，夏奇拉在個人網站宣布：她與安東尼奧·德拉鲁阿的關係已經結束。
2011年3月29日，夏奇拉在臉書和推特上宣布她正和巴塞羅那足球俱樂部的後衛球員赫拉德·皮克約會。2012年9月22日，她於臉書上宣佈，她已懷有赫拉德·皮克的孩子，並為此推掉多項工作。2013年1月22日，夏奇拉在巴塞隆納產下儿子Milan Piqué i Mebarak (米蘭皮克)。2015年1月29日，夏奇拉在巴塞隆納產下次子Sasha Piqué i Mebarak (薩沙皮克)。2017年10月夏奇拉與皮克被媒體傳出分手消息，雙方否認。不過皮克被指與其他女人有染而被夏奇拉發現。2022年，夏奇拉與皮克兩人正式承認已分居。

## 艺术特点
夏奇拉具有女低音(contralto)的音域。

夏奇拉的作品融合了多种风格。其中包括民俗、主流流行(mainstream pop)和电音。在《Rolling Stone》的一次采访中，夏奇拉说：“我的音乐，我觉得，是多种不同类型元素的混合品。我总是在进行新的试验。所以我试图去使自己不被固定的风格所束缚，也不想把自己被划入固定不变的类别中，或者呢... (不如说是不想)作茧自缚。”她早期的西班牙语专辑（如《赤足》和《小偷在哪里？》）都属于民俗音乐和拉美流行风格的混合品。《小偷在哪里？》被譽為夏奇拉音樂路上的藝術顛峰，充分展現她音樂的成熟性和樹立她音樂上的多元化個人風格 - 《盲與聾啞》是起用了墨西哥街頭樂隊的背景音樂、《你的眼神》是強勁中東傳統音樂舞曲、《命中註定》是流行搖滾、《你》是抒情大路情歌。而她的英语专辑（如《爱情洗礼》）则受流行摇滚和拉丁流行的影响较大。《爱情洗礼》以流行音乐风格为主，但也兼有一些风格多元化的味道 - 如《隨時隨地》以安地斯山脈排笛、巴西鼓貫穿流行音樂。《反對！三個人的探戈》則以阿根廷探戈音樂作開始，期後風格轉為搖滾搭配吉他独奏的同时，更穿插有夏奇拉饶舌式的唱腔。。她個人也喜歡將各地不同的音樂元素結合其音樂中，如：《愛的原罪巡迴演唱會》一開始以中國傳統樂器古箏唱出阿拉伯文歌詞再以《我在這裏》作為開埸。
《女狼現身》除了同名主題曲是一支電音舞曲，專輯裏的《重蹈覆轍》則採用了韓國鼓、《為何等待》則把電音和印度寶萊塢音樂結合。夏奇拉個人認為這張專輯就像是一次音樂試驗之旅，也表示自己為了“把電子音樂和世界萬籟、鈴鼓、單簧管、東方音樂、印度音樂和牙買加舞廳樂都组合到一起”，曾研究和比較許多國家的民俗音樂。夏奇拉将这些特点归因于其血统的复杂性，说“我是混血人。混搭是我的天性。我是白种与黑种人的混合品、流行和摇滚的混合品以及不同文化的混合品——(这些特性分别来自于)黎巴嫩国籍的父亲、西班牙血统的母亲、哥伦比亚民俗文化、我喜爱的阿拉伯舞蹈和美洲音乐。” 2010年专辑《日出》则是对最初风格的一次回归。这张专辑收录有民谣如《无比重要》("Lo Que Más")和《6点以前》("Antes de las Seis")，摇滚歌曲如《你的嘴(唇)》("Tu Boca")和《热情忘我》("Devoción")，以及拉美舞曲如《痴狂》("Loca")。
夏奇拉舞技出众，在《難以抗拒》和《女狼現身》等多個MV中展現出较高的身體柔韧度。夏奇拉於2009年歌曲《Give It Up To Me》的MV中，有一段是夏奇拉化身千手觀音於香港的維多利亞港熱舞。其多次個人現場表演獲得極高評價，如：第五十四屆超級盃的中場表演，她融合了起源於非洲的哥倫比亞舞蹈mapalé、中東肚皮舞和騷沙舞等於表演之中。於2023年的MTV音樂錄影帶頒奬典禮麥可·傑克森音樂短片先鋒獎表演之中，完美結合了《女狼現身》的高難度動作、搖滾、《你的眼神 / 隨時隨地》的刀舞於其十分鐘的表演之中，被另一天后布蘭妮模仿並稱夏奇拉為她其中一位最喜愛的表演者。

## 参与公益
夏奇拉本人亦樂於參與公益活動回饋社會，她發行了《赤足》獲得巨大成功後，便創立了「赤足基金」為哥倫比亞及拉丁美洲其他地區數以十萬計人口脱離貧窮線和提供教育機會，近年更擴展到其他國家。她亦是聯合國兒童基金會國際親善大使，在全球層面宣傳防範愛滋病、教育和兒童保護各方面的工作。期後，她又聯同多名藝人（包括：亞雷漢德羅·桑斯、璜斯 ）參與創辦了ALAS基金，幫助美國及拉丁美洲的拉丁裔兒童入學及早期成長發展。
2006年4月3日，夏奇拉因创立了旨在幫助哥倫比亞的兒童擺脫暴力的“赤足基金”("Pies descalzos Foundation")受到了聯合國的表彰。她在儀式上說：「讓我們不要忘了今天晚上我們全部回家的時候，有960名兒童已在拉丁美洲死去。”

## 政治立場
作為哥倫比亞最重要及全世界其中一位最重要歌星，夏奇拉也發表過眾多政治意見。她曾與哥倫比亞歷任總統，包括：桑托斯、阿爾瓦羅·烏里韋、埃內斯托·桑佩爾·皮薩諾等會見。她支持2016年桑托斯總統的反政府武装與政府停戰協議公投。另外，她也曾住在美國邁阿密超過十二年，她對美國國內的政治也非常關心。她2010年曾經大力反對亞利桑那州的移民法（該法案允許亞利桑那州的警察在合理懷疑的情況下進行盤查，以確定一個人的移民身份，如果有理由相信對方為非法移民，在沒有法庭拘捕令的情況下，警方也可以採取拘捕行動。）她為此不公平法案飛到鳳凰城拜會市長Phil Gordon，表達她對亞利桑那州法案的反對，該法案不僅可能導致種族歧視執法合法化，還可能造成對居住在亞利桑那州的非美國公民權利的嚴重侵犯。
此外，她曾獲美國總統奧巴馬委任為為總統（教育）諮詢委員會成員，提升西班牙裔兒童的教育水準，為奧巴馬內閣的一份子。在此之前，她在2008年的美國總統競選支持奧巴馬。於2016年的總統競選中同樣支持民主黨背景的希拉里·克林顿，更多次公開批評共和黨的特朗普。
2018年10月23日，她於黃金國度世界巡迴演唱會巴西阿雷格里港站演唱會中高舉了彩虹旗，以表達對同志們的支持。
2019年，她大力聲援及支持在哥倫比亞庫庫塔的Aid Live Venezuela音樂會。此音樂會旨在籌集資金，為飽受通帳及經濟崩潰的委內瑞拉人民提供人道主義援助，援助活動的主要階段位於科達塔大橋的哥倫比亞一側，這是庫庫塔與委內瑞拉的三個過境點之一，物資主要由哥倫比亞、荷屬安地列斯、美國和美屬波多黎各官方及民間運往，但被委內瑞拉獨裁者馬杜羅封鎖禁止入境。

## 杂记
夏奇拉被高智商學會列入「資優名人」，她的智商達到140。
夏奇拉對世界歷史感興趣，她經常會學習她所到的地方的歷史和语言。2007年夏天，愛的原罪巡迴演唱會结束后，夏奇拉参加了加州大學洛杉磯分校的一個關於「西方文明史」夏季課程。她於班上以自己的中間名伊莎貝爾·梅瓦拉克(Isabel Mebarak)作為姓名，穿上垮褲、球鞋，戴帽子，背上大背包，沒人認出她就是天后夏奇拉。她在最後一節课告訴執教老師和同學（包括她的一位菲律賓同學）她是夏奇拉，隱姓埋名只是為了防止被人當做名人認出来才没有用常用名。
2010年，在母公司普伊格夏奇拉开辟了自己的美丽专线“S by Shakira”。
2014年3月，夏奇拉超越蕾哈娜，成為全球最多人「讚好」的Facebook專頁(人物)，粉絲人數在7月18日突破已一億人，創造了Facebook新紀錄。
夏奇拉只2015年起定居於西班牙巴塞羅那，也會往返美國洛杉磯及邁阿密，她成名後曾居住於哥倫比亞、烏拉圭、巴哈马拿騷，也長時間 (由1997年起 / 超過12年) 居住於美國邁阿密，並於巴哈馬擁有私人島嶼龐茨島和在烏拉圭埃斯特角城城郊擁有大型農場。
2023年起4月2日，在經歷因謝拉特·碧基出軌後分手後的一連串風波後，夏奇拉帶著兩位兒子重新回到美國邁阿密定居。

## 人物争议
2021年10月3日起公布的潘多拉文件（英语：Pandora Papers）中，夏奇拉也榜上有名，被爆出在英属维京群岛拥有三家离岸公司，这三家公司于2019年4月成立，由巴拿马的OMC律师事务所管理，西班牙财政部正在调查她的财务状况，因此她可能面临着高达1683万美元的税务欺诈指控。 2022年，她接受美國ELLE雜誌訪問，指西班牙稅務當局的指控毫無根據，當局指她於2012 - 2014 年於巴塞隆拿定居並沒有支付任何稅款，她反駁她每年只在當地居住60多天（西班牙稅務條例規定所有居民居住超過183日不論國籍均需納稅），直至2015年才於當地定居，此前期間她本人居於巴哈馬、邁阿密和洛杉磯。 她指西班牙稅務局對幾乎所有外國名人包括：美斯、尼馬、基斯坦奴·朗拿度採取同一手段。她對於還自己清白非常有信心。期後法庭文件顯示，她於2012 - 2014 年合共支付$10,141,075 (美元) 給予美國稅務局，多年來共支付$9000萬 (美元)給予西班牙稅務局。
2022年7月29日，西班牙检察官办公室对夏奇拉提出起诉，要求以危害公共财政的罪名对她施行8年零2个月的监禁，并要求其支付2300万欧元的罚款。同年9月，西班牙巴塞罗那法院启动对夏奇拉的审判程序，罪名是她在2012年至2014年期间逃税1450万欧元。夏奇拉因此于2023年11月在巴塞罗那法院受审。2023年11月20日，夏奇拉就逃漏税官司与检方达成和解协议，同时接受检方的多项指控。根据该协议，夏奇拉将被判处三年缓刑，并支付730万欧元的罚款，此外还将支付此前未缴纳的税款和利息。夏奇拉还需要支付43.2万欧元的罚款，以换取免除她的刑期。

## 作品列表

### 夏奇拉專輯及其銷量列表
- 夏奇拉專輯排行榜及其銷量成績

| 年份   | 专辑名称                                                                            | 專輯排行榜排名 | 各地销量及認證 | 全球總銷量                       | 備注 |
| ------ | ----------------------------------------------------------------------------------- | --- | --- | -------------------------------- | --- |
| 1991年 | Magia 《魔力》                                                                      | | | 1200張                           | |
| 1993年 | Peligro 《危險》                                                                    | | | 1200張                           | |
| 1995年 | Pies descalzos 《赤足》                                                             | 德国 (2002): 71 · 美国 (拉丁)：5 | 阿根廷：300,000 （2白金） · 巴西：1,200,000（白金） · 哥伦比亚：1,000,000（鑽石） · 智利：12,000（白金） · ：15,000（白金） · 墨西哥：950,000（3x白金+2x金唱片） · 西班牙: 50,000（金唱片） · 秘魯: 10,000（白金） · 美国：1,000,000（白金） · 委內瑞拉: 69846（白金） · 中美洲國家：20,000（白金） | 7,308,000                        | 巴西史上最高銷量專輯之一 巴西史上最高銷量的西班牙語女歌手專輯 90年代巴西最高銷量國際女歌手的專輯 哥倫比亞史上最高銷量專輯 美國史上其中一張最高銷量西班牙語專輯 |
| 1997年 | The Remixes 《夏奇拉：混音》                                                        | 美国 (拉丁)：21 | 美国：200,000（2白金(拉丁認證)） · 巴西: 300,000 | 500,000                          | 全球史上最高銷售量第七位的混音專輯 巴西史上最高銷量國際專輯之一 |
| 1998年 | ¿Dónde están los ladrones? 《小偷在哪里？》                                         | 阿根廷: 1 · 德国: 79 · 荷蘭: 78 · 西班牙: 22 · 西班牙(2023): 57 · 瑞士: 73 · 美国 (拉丁)：1 · 美國Billboard 200: 132 | 阿根廷: 365,000（5白金） · 巴西: 80,000 · 智利: 60,000（3白金） · 哥伦比亚: 900,000（3白金） · 埃及: 20,000 · 墨西哥: 1,350,000（鑽石+白金+金唱片） · 西班牙: 100,000（白金） · 土耳其: 150,000（3白金） · 美国: 1,380,000（23白金(拉丁)） · 乌拉圭: 12,000（2白金） · 委內瑞拉: 159,351 （3白金） · 中美洲國家：80,000 | 10,124,000                       | 阿根廷史上其中一張最高銷量唱片 哥倫比亞史上其中一張最高銷量唱片 智利史上其中一張最高銷量唱片 墨西哥史上其中一張最高銷量唱片 土耳其史上其中一張最高銷量唱片 美國其中一張銷售量最高的西班牙語專輯 |
| 2000年 | MTV Unplugged 《不插电MTV》                                                         | 奥地利: 55 · 哥伦比亚: 3 · 荷蘭: 81 · 德国: 9 · 墨西哥: 1 · 美国 (拉丁)：1 · 美國Billboard 200: 124 | 阿根廷: 60,000（白金） · 巴西: 100,000（金唱片） · 德国: 150,000（金唱片） · 墨西哥: 450,000（3x白金） · 美国: 400,000（4白金(拉丁認證)) · 美国 (2002年DVD版): 50,000（金唱片） | 5,000,000                        | 獲得2001年的格萊美獎 - 最佳拉丁流行專輯（史上首次現場音樂專輯獲得此獎項） |
| 2001年 | Laundry Service 《愛情洗禮》                                                        | 阿根廷:3 · : 1 · 奥地利: 1 · 比利时(法蘭德斯): 1 · 比利时(華隆尼亞): 1 · 加拿大: 1 · 丹麦: 3 · 荷蘭: 1 · 欧盟: 1 · 法國: 5 · 芬兰: 1 · 德国: 2 · 希腊: 1 · 匈牙利: 2 · 爱尔兰: 2 · 義大利: 2 · 日本: 21 · 新西兰: 4 · 挪威: 1 · 葡萄牙: 1 · 新加坡: 6 · 南非: 2 · 西班牙: 1 · 斯洛伐克: 2 · : 15 · 瑞典: 1 · 瑞士: 1 · 英国: 2 · 乌拉圭: 3 · 美國Billboard 200: 3 · 美國Billboard 200 (2023): 200 | 阿根廷: 80,000（2白金） · : 500,000（6白金） · 奥地利: 80,000（2白金） · 比利时: 50,000（白金） · 巴西: 100,000（白金唱片） · 加拿大: 500,000（5白金） · 哥伦比亚: 60,000（2白金） · 丹麦: 50,000（白金） · : 80,000（7白金） · 埃及: 420,000（3白金） · 芬兰: 75,000（3白金） · 法國: 710,000（2白金） · 德国: 750,000（5X金唱片） · 希腊: 30,000（金唱片） · 香港: 25,000（金唱片） · 匈牙利: 30,000（金唱片） · 印度: 375,000（5白金） · 印度尼西亞: 5,000（金唱片） · 日本: 101,720 · 马来西亚: 25,000（金唱片） · 墨西哥: 575,000（鑽石+金唱片） · 荷蘭: 160,000（2白金） · 新西兰: 45,000（3白金） · 挪威: 110,000（白金） · 波蘭: 100,000（白金） · 葡萄牙: 160,000（4x 白金） · 俄羅斯: 100,000 · 西班牙: 500,000（5白金） · 新加坡: 6,000（金唱片） · 南非: 50,000（白金） · : 10,000（白金） · 瑞典: 160,000（2白金） · 瑞士: 200,000（5白金） · 臺灣: 50,000（白金） · 泰國: 40,000（2白金） · 土耳其: 200,000（4白金） · 英国: 900,000（3白金） · 美国: 4,000,000（4白金） · 委內瑞拉: 149,723（2白金） | 20,000,000                       | 全球史上其中一張最高銷量唱片 2001全球最高銷量唱片第31位 2002全球最高銷量唱片第7位 2003全球最高銷量唱片第79位 瑞士史上其中一張最高銷量專唱片 法國史上其中一張最高銷量專唱片 澳洲史上其中一張最高銷量唱片 (直至2017年排名第87位) 澳洲千禧年代 (2000年 -2009年)其中一張最高銷量唱片 (第43位) 澳洲2002年最高銷量唱片第二位 全愛爾蘭2002年最高銷量唱片第6位 愛爾蘭史上最高銷量女歌唱片第35位 土耳其史上其中一張最高銷量唱片 新西蘭史上其中一張最高銷量唱片 (直至2017年排名第252位) 英國21世紀 (2000年後) 最高銷量唱片第81位 全美國2002年最高銷量唱片第11位 美國千禧年代其中一張最高銷量唱片 (第114位) 全歐洲2002年最高銷量唱片 (超過4,000,000) 奧地利千禧年代其中一張最高銷量唱片 (第17位) 荷蘭千禧年代其中一張最高銷量唱片 (第21位) |
| 2002年 | Laundry Service: Washed & Dried                                                     | 芬兰: 25 | 加拿大: 50,000（金唱片） |                                  | |
| 2002年 | Grandes éxitos 《夏奇拉：拉丁大熱精選》                                             | 阿根廷: 8 · 芬兰: 18 · 葡萄牙: 14 · 西班牙: 36 · 瑞典: 22 · 瑞士: 49 · 美国 (拉丁)：1 · 美國Billboard 200: 80 | 阿根廷: 40,000（白金） · 法國: 70,000 · 墨西哥: 225,000（白金 + 金唱片） · 西班牙: 100,000 （白金唱片） · 葡萄牙: 40,000（白金） · 美国: 200,000（2白金 (拉丁認證)） | 1,000,000                        | |
| 2004年 | Live & Off the Record 《夏奇拉鹿特丹演唱會：幕前幕後》                              | | (DVD): 17,500（金唱片） · 埃及: 50,000 · 法國 (DVD): 10,000（金唱片） · 德国 (DVD): 75,000（3X金唱片） · 墨西哥: 50,000（金唱片） · 葡萄牙: 20,000（金唱片） · 西班牙: 50,000（金唱片） · : 2,834 · 美国 (DVD): 50,000（金唱片） |                                  | |
| 2005年 | Fijación oral Vol. 1 《媚惑約定 首部曲》                                            | 阿根廷: 1 · 奥地利: 2 · 比利时(法蘭德斯): 15 · 比利时(華隆尼亞): 6 · 智利: 1 · 捷克: 19 · 荷蘭: 7 · 欧盟: 2 · 法國: 6 · 芬兰: 3 · 德国: 1 · 匈牙利: 6 · 義大利: 18 · 墨西哥: 1 · 葡萄牙: 8 · 西班牙: 1 · 瑞典: 14 · 瑞士: 2 · 美国 (拉丁)：1 · 美國Billboard 200: 4 | 阿根廷: 120,000（3白金） · 奥地利: 30,000（白金） · 比利时: 25,000（金唱片） · 巴西: 50,000（金唱片） · 智利: 15,000（白金） · 哥伦比亚: 120,000（4白金） · 埃及: 350,000 · 法國: 100,000（金唱片） · 德国: 300,000（3X金唱片） · 希腊: 10,000（金唱片） · 匈牙利: 20,000（白金） · 日本: 15,519 · 墨西哥: 600,000（鑽石+白金） · 俄羅斯: 20,000（白金） · 西班牙: 240,000（3白金） · 瑞士: 40,000（白金） · 美国: 1,500,000（鑽石/ 25白金(拉丁認證)） · 委內瑞拉: 34,613（白金） · 中美洲國家: 10,000（金唱片） | 6,902,000                        | 獲得2006年的格萊美獎——最佳拉丁搖滾/另類專輯 美國首週銷量達157,000張 (獲健力士世界紀錄認證為史上西班牙語專輯於美國的首週銷量最佳記錄) 2000年起至今美國銷售量最高的西班牙語專輯 墨西哥2005年最高銷量唱片第2位 全美國2005年最高銷量唱片第87位 (拉丁專輯第一位) 全美國2006年最高銷量拉丁唱片第8位 |
| 2005年 | Oral Fixation Vol. 2 《愛的原罪 次部曲》                                            | 阿根廷:4 · : 9 · 奥地利: 6 · 比利时(法蘭德斯): 8 · 比利时(華隆尼亞): 12 · 加拿大: 3 · 丹麦: 1 · 荷蘭: 2 · 法國: 8 · 芬兰: 13 · 德国: 4 · 匈牙利: 5 · 義大利: 6 · 日本: 69 · 挪威: 2 · 葡萄牙: 2 · 西班牙: 3 · 瑞典: 4 · 瑞士: 3 · 英国: 12 · 美國Billboard 200: 5 · 美國Billboard 200 (2023): 166                                                                                                 | 阿根廷: 40,000（白金） · : 35,000（金唱片） · 奥地利: 30,000（白金） · 比利时: 25,000（金唱片） · 加拿大: 300,000（3白金） · 智利: 15,000（白金） · 丹麦: 20,000（金唱片） · 埃及: 480,000（3白金） · 芬兰: 15,085（金唱片） · 法國: 200,000（2白金） · 德国: 400,000（2X白金唱片） · 希腊: 20,000（白金） · 匈牙利: 20,000（白金） · 義大利: 130,000 日本: 30,146（金唱片） · 印度: 80,000（白金） · 爱尔兰: 30,000（2白金） · 義大利: 40,000（金唱片） · 墨西哥: 200,000（2x白金） · 荷蘭: 40,000（金唱片） · 挪威: 40,000（白金） · 秘魯: 10,000（白金） · 葡萄牙: 20,000（白金） · 俄羅斯: 50,000（2白金） · 西班牙: 80,000（白金） · 瑞典: 30,000（金唱片） · 瑞士: 40,000（白金） · 英国: 404,000（白金） · 美国: 3,000,000（3x白金） | 10,902,000                       | 墨西哥2006年最高銷量唱片第5位 全美國2006年最高銷量唱片第23位 |
| 2006年 | Fijación Oral Vol. 1 and Oral Fixation Vol. 2 《媚惑約定 首部曲 + 愛的原罪 次部曲》 | 比利时(法蘭德斯): 47 · 比利时(華隆尼亞): 78 · 西班牙: 25 · 瑞士: 91 · 美国 (拉丁)：13 | 西班牙: 40,000（金唱片） |                                  | |
| 2007年 | Oral Fixation Tour 《愛的原罪巡迴演唱會 - 邁阿密站全紀錄》                          | 阿根廷: 1 · 奥地利: 6 · 比利时(法蘭德斯): 4 · 比利时(華隆尼亞): 8 · 巴西: 1 · 哥伦比亚: 1 · 法國: 9 · 德国: 1 · 希腊: 4 · 義大利: 3 · 葡萄牙: 3 · 荷蘭: 1 · 墨西哥: 1 · 西班牙: 1 · 美国 (影音榜)：6 | 阿根廷: 40,000（白金） · 巴西: 30,000（白金） · 哥伦比亚: 200,000（2白金） · 埃及: 180,000 · 墨西哥: 100,000（白金） · 西班牙: 160,000（2白金） · 葡萄牙: 5,000（金唱片） · 美国: 100,000（白金） | 900,000                          | |
| 2009年 | She Wolf 《女狼出没》                                                               | 奥地利: 4 · 比利时(法蘭德斯): 12 · 比利时(華隆尼亞): 11 · 巴西: 11 · 加拿大: 18 · : 6 · 捷克: 89 · 丹麦: 31 · 荷蘭: 5 · 法國: 7 · 芬兰: 21 · 德国: 3 · 希腊: 22 · 爱尔兰: 1 · 義大利: 1 · 日本: 26 · 墨西哥: 1 · 挪威: 24 · 波蘭: 17 · 葡萄牙: 5 · 西班牙: 2 · 瑞典: 23 · 瑞士: 1 · 英国：4 · 美國Billboard 200: 15                                                                               | 阿根廷: 20,000（金唱片） · 巴西: 60,000（白金） · 加拿大: 40,000（金唱片） · 智利: 5,000（金唱片） · 哥伦比亚: 80,000（2白金） · 埃及: 360,000 · 法國: 50,000（金唱片） · 德国: 100,000（金唱片） · 匈牙利: 3,000（金唱片） · 爱尔兰: 7,500（金唱片） · 墨西哥: 150,000（2x白金+金唱片） · 波蘭: 10,000（金唱片） · 俄羅斯: 10,000（金唱片） · 西班牙: 60,000（白金） · 瑞士: 15,000（金唱片） · 英国: 100,000（金唱片） · 美国: 303,000 · 委內瑞拉: 5,000（金唱片） · 海灣國家: 6,000（白金） | 4,122,000                        | 全美國2010年最高銷量唱片第114位 (拉丁專輯第一位) |
| 2010年 | Sale el Sol 《舞動陽光》                                                            | 奥地利: 3 · 比利时(法蘭德斯): 8 · 比利时(華隆尼亞): 1 · 加拿大: 11 · : 1 · 捷克: 6 · 丹麦: 27 · 荷蘭: 10 · 法國: 1 · 芬兰: 23 · 德国: 6 · 希腊: 2 · 義大利: 1 · 日本: 103 · 墨西哥: 1 · 挪威: 24 · 波蘭: 2 · 葡萄牙: 1 · 俄羅斯: 3 · 西班牙: 1 · 瑞典: 19 · 瑞士: 2 · 美国 (拉丁)：1 · 美國Billboard 200: 7                                                                                       | 阿根廷: 40,000（白金） · 奥地利: 20,000（白金） · 比利时: 30,000（白金） · 巴西: 160,000（鑽石） · 加拿大: 80,000（白金唱片） · 智利: 5,000（金唱片） · 哥伦比亚: 200,000（鑽石） · 法國: 500,000（鑽石） · 德国: 200,000（白金） · 匈牙利: 6,000（白金） · 義大利: 120,000（2白金） · 墨西哥: 210,000 (3x 白金+ 金唱片） · 波蘭: 40,000（2白金） · 葡萄牙: 20,000（白金） · 俄羅斯: 10,000（白金） · 西班牙: 120,000（2白金） · 瑞典: 20,000（金唱片） · 瑞士: 60,000（2白金） · 美国: 600,000（鑽石/ 10白金(拉丁認證)） · 委內瑞拉: 14,043（2白金） | 9,097,000                        | 2011全球最高銷量唱片第42位 (992,500張) 法國史上最高銷量唱片之一 哥倫比亞史上最高銷量唱片之一 2011年全美國拉丁專輯總銷量第4位 |
| 2011年 | Live From Paris 《夏奇拉日出世界巡迴演唱會 - 巴黎站全紀錄》                         | 奥地利(DVD榜): 6 · 比利时(法蘭德斯): 49 · 比利时(華隆尼亞): 16 · 荷蘭(DVD榜): 11 · 法國: 8 · 法國(DVD榜): 2 · 希腊: 48 · 匈牙利: 11 · 義大利(DVD榜): 3 · 義大利: 32 · 墨西哥: 4 · 葡萄牙: 25 · 俄羅斯: 3 · 西班牙: 18 · 瑞士: 39 · 瑞士(DVD榜): 4 · 臺灣(影音榜): 9 · 英国(影音榜): 29 · 美国 (拉丁)：2                                                                                           | 加拿大: 13,000 (2017年） · 哥伦比亚: 90,000 （3x 白金） · 法國 (CD+DVD版): 100,000（白金） · 法國 (DVD版): 15,000（白金） · 墨西哥 (CD+DVD版): 120,000 (2x白金） · 波蘭 (DVD版): 5,000（金唱片） | 500,000                          | |
| 2014年 | Shakira 《夏奇拉》                                                                  | 阿根廷:6 · : 8 · 奥地利: 3 · 比利时(法蘭德斯): 11 · 比利时(華隆尼亞): 11 · 巴西: 2 · 加拿大: 3 · 捷克: 17 · : 9 · 丹麦: 18 · 荷蘭: 15 · 法國: 6 · 芬兰: 7 · 德国: 5 · 希腊: 1 · 匈牙利: 12 · 爱尔兰: 10 · 義大利: 3 · 日本: 50 · 墨西哥: 2 · 新西兰: 17 · 挪威: 10 · 波蘭: 4 · 葡萄牙: 6 · 西班牙: 2 · 瑞典: 14 · 瑞士: 2 · 英国: 14 · 美國Billboard 200: 2                                       | 阿根廷: 20,000（金唱片） · 巴西: 40,000（白金）(實體及下載) · 巴西: 20,000（金唱片）(串流) · 哥伦比亚: 200,000（鑽石） · 法國: 50,000（金唱片） · 墨西哥: 60,000（白金） · 波蘭: 20,000（白金） · 西班牙: 20,000（金唱片） · 英国: 38,975 · 美国: 1,000,000 | 3,396,000 (2014 年：900,000 張） | 全美國2014年最高銷量唱片第75位 哥倫比亞史上最高銷量唱片之一 2014年比利時最高銷量單曲第85位 2014年法國最高銷量單曲第100位 2014年意大利最高銷量單曲第96位 2014年墨西哥最高銷量單曲第38位 2014年瑞士最高銷量單曲第67位 |
| 2017年 | El Dorado 《黃金國》                                                                | 阿根廷:2 · : 92 · 奥地利: 10 · 比利时(法蘭德斯): 14 · 比利时(華隆尼亞): 2 · 加拿大: 20 · 捷克: 14 · 荷蘭: 20 · 法國: 9 · 芬兰: 32 · 德国: 19 · 希腊: 13 · 匈牙利: 21 · 義大利: 12 · { 墨西哥: 3 · 新西兰: 4 · 波蘭: 16 · 葡萄牙: 6 · 西班牙: 2 · 瑞典: 56 · 瑞士: 3 · 英国: 54 · 乌拉圭: 6 · 美國Billboard 200: 15                                                                                | 阿根廷: 40,000 (白金) · 巴西: 80,000 (2x 白金) · 加拿大: 40,000（金唱片） · 智利: 22,500（白金+金唱片） · 哥伦比亚: 60,000（3x白金） · 法國: 50,000 (金唱片) · 墨西哥: 270,000 (4x 白金+金唱片) · 義大利: 25,000（金唱片） · 波蘭: 20,000（白金唱片） · 西班牙: 20,000 (金唱片) · 瑞士: 30,000（白金） · 美国: 840,000（鑽石（14x 白金 拉丁認證） | 5,444,000                        | Spotify史上最高串流量量西班牙語專輯 美國2017年最高銷量拉丁唱片' 美國2016 - 2017年最高銷量拉丁唱片 |
| 2019年 | El Dorado: Live in Los Angeles《黃金國度：洛杉磯現場全收錄》                        | 美国 (拉丁)：18 | |                                  | |
| 2024年 | Las Mujeres Ya No Lloran《女人不再哭泣》                                            | 阿根廷: 1 · 奥地利: 8 · 比利时(法蘭德斯): 22 · 比利时(華隆尼亞): 14 · 加拿大: 73 · : 16 · 荷蘭: 24 · 法國: 12 · 德国: 15 · 希腊: 14 · 匈牙利: 28 · 義大利: 27 · 波蘭: 31 · 葡萄牙: 9 · 苏格兰: 41 · 西班牙: 1 · 瑞士: 4 · 美國Billboard 200: 13 | 巴西: 40,000（白金唱片） · 加拿大: 40,000（金唱片） · 墨西哥: 350,000（2x白金̘+金唱片） · 西班牙: 20,000 (金唱片) · 美国: 420,000（7x 白金 拉丁認證） | 5,191,000                        | |

### 夏奇拉單曲及其銷量列表
- 夏奇拉單曲排行榜及其銷量成績

| 所屬專輯                                 | 單曲名稱 | 排行榜最高排名 | 各地销量及認證 | 全球销量                                        | 備註 |
| ---------------------------------------- | --- | --- | --- | ----------------------------------------------- | --- |
| Pies Descalzos (赤足)                    | Estoy Aquí 我在這裏 | 美国(拉丁): 2 | 巴西: 30,000（金唱片） · 墨西哥: 330,000（鑽石+金唱片） · 西班牙: 30,000（金唱片） |                                                 | |
| Pies Descalzos (赤足)                    | ¿Dónde Estás Corazón? 我的愛人在那裹? | 薩爾瓦多: 6 · 美国(拉丁): 2 | 墨西哥: 210,000（3x白金唱片+金唱片） |                                                 | |
| Pies Descalzos (赤足)                    | Pies Descalzos, Sueños Blancos 赤足 純真的夢 | | 墨西哥: 210,000（3x白金唱片+金唱片） |                                                 | |
| Pies Descalzos (赤足)                    | Un Poco de Amor 一點兒的愛 | 委內瑞拉: 4 | |                                                 | |
| Pies Descalzos (赤足)                    | Antología 詩 | 美国(拉丁): 15 | 墨西哥: 1,110,000（3x鑽石+3x白金唱片+金唱片） |                                                 | |
| Pies Descalzos (赤足)                    | Se Quiere, Se Mata | 美国(拉丁): 8 | |                                                 | |
| ¿Dónde Están los Ladrones? (小偷在那裏?) | Ciega, Sordomuda 盲與聾啞 | 哥伦比亚: 1 · : 1 · 薩爾瓦多: 3 · : 2 · : 4 · 巴拿马: 1 · 波多黎各: 3 · 西班牙: 7 · 美国(拉丁): 1 | 墨西哥: 600,000（2x鑽石） · 西班牙: 30,000 (金唱片) · 美国: 500,000（金唱片） |                                                 | |
| ¿Dónde Están los Ladrones? (小偷在那裏?) | Tú 你 | : 1 · 薩爾瓦多: 1 · : 2 · : 2 · 尼加拉瓜: 1 · 巴拿马: 1 · 波多黎各: 5 · 美国(拉丁): 1 | 墨西哥: 300,000（鑽石） |                                                 | |
| ¿Dónde Están los Ladrones? (小偷在那裏?) | Inevitable | : 2 · 薩爾瓦多: 2 · : 1 · 尼加拉瓜: 2 · 巴拿马: 1 · 美国(拉丁): 3 | 墨西哥: 690,000（2x鑽石+白金唱片+金唱片） · 西班牙: 60,000 (白金唱片）(2015年起) |                                                 | |
| ¿Dónde Están los Ladrones? (小偷在那裏?) | No Creo 我不相信 | : 2 · : 8 · 乌拉圭: 1 · 美国(拉丁): 9 | |                                                 | |
| ¿Dónde Están los Ladrones? (小偷在那裏?) | Si Te Vas 如果你走的話 | | 西班牙: 30,000 (金唱片）(2015年起) · 墨西哥: 330,000（鑽石+白金唱片） |                                                 | |
| ¿Dónde Están los Ladrones? (小偷在那裏?) | Ojos Así 你的眼神 | 1999: · : 3 · 美国(拉丁): 22 · 2003: · 比利时(法蘭德斯: 29 · 比利时(華隆大區): 16 · 法國: 15 · 荷蘭: 27 · 羅馬尼亞: 27 · 瑞士: 33 | 巴西: 20,000（金唱片） · 法國: 80,000 · 墨西哥: 240,000（4x白金） · 美国: 500,000（金唱片） | 1,200,000                                       | |
| ¿Dónde Están los Ladrones? (小偷在那裏?) | Moscas en la Casa 家蠅 | 美国(拉丁): 25 | 墨西哥: 240,000（4x白金唱片） |                                                 | |
| Laundry Service(愛情洗禮)                | Whenever, Wherever (英文) / Suerte (西班牙文) 隨時隨地                                                                                               | : 1 · 奥地利: 1 · 比利时(法蘭德斯: 1 · 比利时(華隆大區): 1 · 加拿大: 4 · 丹麦: 1 · 欧盟: 1 · 芬兰: 1 · 法國: 1 · 德国: 1 · 希腊: 1 · 匈牙利: 1 · 爱尔兰: 1 · 義大利: 1 · 荷蘭: 1 · 新西兰: 1 · 挪威: 1 · 波蘭: 1 · 葡萄牙: 1 · 羅馬尼亞: 2 · 瑞典: 1 · 瑞士: 1 · 英国: 2 · 美国: 6 · 2023: · 捷克: 82 | : 280,000（4白金） · 奥地利: 30,000（白金） · 比利时: 100,000（2白金） · 巴西: 80,000（白金） · 加拿大: 320,000（4白金） · 丹麦: 45,000（金唱片） · 芬兰: 15,000（金唱片） · 法國: 1,000,000（鑽石） · 德国: 750,000（3金唱片） · 希腊: 30,000（白金） · 義大利: 25,000（金唱片） · 墨西哥: 150,000（2x 白̟金̝+ 金唱片）(英語版) · 墨西哥: 270,000（4x白金+ 金唱片）(西班牙語版) · 荷蘭: 60,000（白金） · 新西兰: 30,000（白金） · 挪威: 30,000（3白金） · 西班牙: 30,000 (金唱片）(2015年起) (英語版) · 西班牙: 30,000 (金唱片）(2015年起)(西班牙文) · 瑞典: 40,000（2白金） · 瑞士: 80,000（2白金） · 英国: 1,200,000（2x 白金） · 美国: 2,000,000（2白金）                                                                | 8,500,000                                       | 2002年全球單曲總銷量冠軍 全球史上其中一首最高銷量單曲 2002年全歐洲單曲總銷量亞軍 澳洲史上其中一首最高銷量單曲 (直至2017年排名第284位) 2002年澳洲最高銷量單曲第2位 2000年至2009年澳洲最高銷量單曲第21位 2002年奧地利最高銷量單曲第1位 奧地利史上最高銷量單曲之一 2002年比利時最高銷量單曲第3位 比利時史上最高銷量單曲之一 2002年加拿大最高銷量單曲第31位 2002年荷蘭最高銷量單曲第2位 2000年至2009年荷蘭最高銷量單曲第6位 荷蘭史上最高銷量單曲之一 2002年芬蘭最高銷量單曲第8位 芬蘭史上最高銷量單曲之一 2002年法國最高銷量單曲第3位 法國史上最高銷量單曲之一 2002年德國最高銷量單曲第2位 2000年至2009年德國最高銷量單曲第11位 德國史上最高銷量單曲之一 2002年愛爾蘭最高銷量單曲第4位 2002年意大利最高銷量單曲第1位 意大利史上最高銷量單曲之一 新西蘭史上其中一首最高銷量單曲 (直至2017年排名第420位) 2002年新西蘭最高銷量單曲第5位 2002年瑞士最高銷量單曲第2位 瑞士史上最高銷量單曲之一 (第22位) 2002年瑞典最高銷量單曲第2位 2002年英國最高銷量單曲第7位 2000年至2009年英國最高銷量單曲第38位 英國史上最高銷量單曲之一 (此曲為千禧年代女歌手單曲銷售量第7位) 美國史上其中一首最高銷量拉丁單曲 (Suerte) (直至2017年排名第12位) 2002年美國最高銷量單曲第28位 2013年美國最高銷量拉丁單曲第14位 2014年美國最高銷量拉丁單曲第17位 2015年美國最高銷量拉丁單曲第31位 2016年美國最高銷量拉丁單曲第27位                                                                 |
| Laundry Service(愛情洗禮)                | Underneath Your Clothes | : 1 · 奥地利: 1 · 比利时(法蘭德斯: 1 · 比利时(華隆大區): 7 · 加拿大: 11 · : 1 · 捷克: 1 · 丹麦: 4 · 欧盟: 2 · 芬兰: 8 · 法國: 2 · 德国: 2 · 希腊: 6 · 匈牙利: 1 · 爱尔兰: 1 · 義大利: 3 · 荷蘭: 1 · 新西兰: 2 · 挪威: 1 · 波蘭: 2 · 葡萄牙: 1 · 羅馬尼亞: 8 · 瑞典: 3 · 瑞士: 2 · 英国: 3 · 美国: 9 | : 140,000（2白金） · 奥地利: 30,000（白金） · 比利时: 50,000（白金） · 加拿大: 40,000（金唱片） · 法國: 263,000（金唱片） · 德国: 150,000（金唱片） · 墨西哥: 120,000（2x白金唱片） · 瑞士: 40,000（白金） · 英国: 400,000（金唱片） · 美国: 500,000 （金唱片） | 5,000,000                                       | 全球史上其中一首最高銷量單曲 2002年全歐洲單曲總銷量第五位 澳洲史上其中一首最高銷量單曲 (直至2017年排名第433位) 2002年澳洲最高銷量單曲第12位 2002年奧地利最高銷量單曲第7位 2000年至2009年奧地利最高銷量單曲第44位 奧地利史上最高銷量單曲之一 2002年比利時最高銷量單曲第5 (荷蘭語區)/ 18位 (法語區) 2002年加拿大最高銷量單曲第64位 2002年荷蘭最高銷量單曲第15位 2000年至2009年荷蘭最高銷量單曲第72位 2002年法國最高銷量單曲第29位 2002年德國最高銷量單曲第8位 2000年至2009年德國最高銷量單曲第88位 新西蘭史上其中一首最高銷量單曲 (直至2017年排名第733位) 2002年新西蘭最高銷量單曲第14位 2002年愛爾蘭最高銷量單曲第13位 2002年意大利最高銷量單曲第30位 2002年瑞士最高銷量單曲第4位 瑞士史上最高銷量單曲之一 2002年瑞典最高銷量單曲第12位 2002年英國最高銷量單曲第41位 2002年美國最高銷量單曲第66位 |
| Laundry Service(愛情洗禮)                | Objection (Tango) 反對！(三個人的探戈) | : 2 · 奥地利: 12 · 比利时(法蘭德斯: 9 · 比利时(華隆大區): 8 · : 5 · 丹麦: 20 · 欧盟: 13 · 芬兰: 10 · 法國: 10 · 德国: 19 · 希腊: 8 · 匈牙利: 16 · 爱尔兰: 12 · 義大利: 6 · 荷蘭: 4 · 新西兰: 8 · 挪威: 8 · 波蘭: 6 · 葡萄牙: 7 · 羅馬尼亞: 1 · 瑞典: 7 · 瑞士: 10 · 英国: 17 · 美国: 55 | : 70,000（白金） · 法國: 250,000（金唱片） · 墨西哥: 60,000（金唱片） · 墨西哥: 120,000（2x白金）(西班牙語) · 挪威: 5,000（金唱片） · 英国: 80,000 · 美国: 300,000 | 1,500,000                                       | 2002年澳洲最高銷量單曲第44位 2002年比利時最高銷量單曲第97 (荷蘭語區) 位 2002年荷蘭最高銷量單曲第64位 2003年比利時最高銷量單曲第58位 (法語區) 2003年法國最高銷量單曲第43位 2003年瑞士最高銷量單曲第86位 |
| Laundry Service(愛情洗禮)                | The One 真命天子 | : 16 · 奥地利: 21 · 比利时(法蘭德斯: 21 · 比利时(華隆大區): 21 · 欧盟: 78 · 德国: 39 · 義大利: 20 · 荷蘭: 26 · 新西兰: 39 · 波蘭: 10 · 葡萄牙: 5 · 瑞士: 17 | |                                                 | |
| Laundry Service(愛情洗禮)                | Te Dejo Madrid 把你留在馬德里 | 西班牙: 7 · 美国(拉丁): 45 | 墨西哥: 75,000（金唱片） |                                                 | |
| Laundry Service(愛情洗禮)                | Que Me Quedes Tú 如果你拋下我 | : 2 · : 2 · 巴拿马: 3 · 羅馬尼亞: 29 · 西班牙: 10 · 美国(拉丁): 1 | 墨西哥: 180,000（3x白金） |                                                 | |
| Fijación oral Vol. 1                     | La Tortura (Featuring Alejandro Sanz) 為愛傷神 (亞雷漢德羅·桑斯合唱)                                                                                 | 奥地利: 3 · 比利时(法蘭德斯: 8 · 比利时(華隆大區): 5 · 獨立國家聯合體: 2 · 哥伦比亚: 3 · : 2 · 捷克: 9 · 丹麦: 7 · 欧盟: 5 · 芬兰: 6 · 法國: 7 · 德国: 4 · : 1 · 希腊: 4 · 匈牙利: 1 · 義大利: 3 · 荷蘭: 2 · 挪威: 11 · 巴拿马: 3 · 羅馬尼亞: 1 · 瑞典: 6 · 瑞士: 2 · 美国: 23 · 美国(拉丁): 1 · 委內瑞拉: 1 · 2020: · 捷克: 78 | 奥地利: 15,000（金唱片） · 巴西: 40,000（白金唱片） · 加拿大: 80,000（白金唱片） · 丹麦: 15,000（金唱片） · 法國: 225,000 · 德国: 150,000（金唱片） · 墨西哥: 570,000（鑽石+4x白金唱片+金唱片） · 西班牙: 120,000 (2x 白金唱片）(2015年起) · 瑞士: 20,000（金唱片） · 美国: 1,920,000 (單曲)（32x白金唱片(拉丁認證)） · 美国: 1,000,000 (鈴聲) (白金) | 6,000,000                                       | 2005年全球單曲總銷量亞軍' 獲健力士世界紀錄認證為史上銷量最高的西班牙語單曲 全球史上其中一首最高銷量單曲 2005年奧地利最高銷量單曲第14位 2005年比利時最高銷量單曲第22位 (荷蘭語區) 2005年比利時最高銷量單曲第10位 (法語區) 2005年荷蘭最高銷量單曲第3位 2005年法國最高銷量單曲第22位 2005年匈牙利最高銷量單曲第1位 2005年西班牙最高銷量單曲第4位 2005年瑞士最高銷量單曲第3位 2005年美國最高銷量單曲第60位 ( 西班牙語單曲第1位) 2013年美國最高銷量拉丁單曲第47位 2014年美國最高銷量拉丁單曲第45位 美國史上其中一張最高銷量西班牙語單曲(第4位) |
| Fijación oral Vol. 1                     | No 不 | 巴拿马: 5 · 美国(拉丁): 11 | 墨西哥: 210,000（3x白金唱片+金唱片） |                                                 | |
| Fijación oral Vol. 1                     | Día de Enero 一月的日子 | 美国(拉丁): 29 | 墨西哥: 840,000（2x鑽石+4x白金唱片） · 西班牙: 30,000 (金唱片） |                                                 | |
| Fijación oral Vol. 1                     | Las de la Intuición 女人的直覺 | 獨立國家聯合體: 16 · 義大利: 39 · 荷蘭: 6 · 羅馬尼亞: 6 · 俄羅斯: 8 · 斯洛伐克: 29 · 西班牙: 1 · 美国(拉丁): 31 | 墨西哥: 420,000（鑽石+2x白金唱片） · 西班牙 (下載) : 120,000 (7白金) · 西班牙 (鈴聲下載): 200,000 (10白金) · 西班牙: 30,000 (金唱片）(2015年起)(西班牙文) | 800,000                                         | 西班牙史上其中一首最高銷量單曲 |
| Fijación oral Vol. 1                     | Día Especial 特別的日子 | | |                                                 | |
| Oral Fixation, Vol. 2                    | Don't Bother 別煩我 | : 30 · 奥地利: 6 · 比利时(法蘭德斯: 28 · 比利时(華隆大區): 32 · 獨立國家聯合體: 9 · 捷克: 7 · 丹麦: 14 · 欧盟: 17 · 芬兰: 4 · 法國: 24 · 德国: 7 · 希腊: 6 · 匈牙利: 5 · 爱尔兰: 13 · 義大利: 8 · 荷蘭: 4 · 挪威: 6 · 羅馬尼亞: 5 · 瑞典: 28 · 瑞士: 8 · 英国: 9 · 美国: 42 | 德国: 140,000 · 美国: 525,000（金唱片） | 800,000                                         | 2006年奧地利最高銷量單曲第73位 2006年匈牙利最高銷量單曲第68位 2006年瑞士最高銷量單曲第91位 |
| Oral Fixation, Vol. 2                    | Hips Don't Lie (Featuring Wyclef Jean) 難以抗拒 (懷克里夫·金合唱)                                                                                    | : 1 · 奥地利: 2 · 比利时(法蘭德斯: 1 · 比利时(華隆大區):1 · 巴西: 8 · 加拿大(2007): 31 · : 1 · 獨立國家聯合體: 1 · 捷克: 1 · 丹麦: 4 · 歐洲: 1 · 芬兰: 2 · 法國: 1 · 德国: 1 · 匈牙利}: 2 · 爱尔兰: 1 · 義大利: 1 · 日本: 94 · 荷蘭: 1 · 新西兰: 1 · 挪威: 2 · 波蘭: 2 · 苏格兰: 1 · 斯洛伐克: 8 · 瑞士: 1 · 瑞典: 45 · 英国: 1 · 美国: 1 · 美国(拉丁): 1 · 委內瑞拉: 1 · 2020: · 美国(Rollingstone Top 100) (2020): 79 · 西班牙 (2023): 93 · 葡萄牙: 186                                                                                           | : 420,000（6x白金唱片） · 奥地利: 15,000（金唱片） · 比利时: 50,000（白金） · 巴西: 80,000（2x 白金唱片） · 加拿大: 800,000（鑽石） · 加拿大: 40,000（白金唱片）（鈴聲） · 哥伦比亚: 20,000（白金） · : 7,000（白金） · 丹麦: 270,000（3白金） · 芬兰: 10,000（白金） · 法國: 213,600（金唱片） · 德国: 900,000（3x 白金） · 希腊: 13,333（金唱片） · 匈牙利: 50,000（白金） · 義大利: 200,000（2x 白金） · 马来西亚: 15,000（白金） · 墨西哥: 650,000（6白金+金唱片） · 新西兰: 120,000（4x白金） · 葡萄牙: 30,000（3x白金） · 西班牙: 180,000（3x白金） · 瑞典: 30,000（白金） · 南非: 30,000（白金） · 瑞士: 90,000（3白金） · 英国: 2,400,000（4白金） · 美国: 4,100,000+（2白金） · 美国: 2,000,000+（2白金）（鈴聲） | 20,000,000 (包括1300萬的下載及600萬的實體銷售 ) | 千禧年代 (2000年 - 2009年)全球單曲總銷量冠軍 2006年全球單曲總銷量冠軍 全球史上其中一首最高銷量單曲 2006年全歐洲單曲總銷量冠軍 被告示牌百強單曲榜評為2000 - 2010年單曲總冠軍 史上第一首下載及串流銷售超過1000萬的單曲 全球55個國家單曲榜奪冠 刷新美國電台點播率最高單曲紀錄 澳洲史上其中一首最高銷量單曲 (直至2017年排名第161位) 2006年澳洲最高銷量單曲第3位 2006年奧地利最高銷量單曲第3位 2000年至2009年奧地利最高銷量單曲第21位 奧地利史上最高銷量單曲之一 2006年比利時最高銷量單曲第5位 (荷蘭語區) 2006年比利時最高銷量單曲第1位 (法語區) 2006年荷蘭最高銷量單曲第3位 2000年至2009年荷蘭最高銷量單曲第43位 2006年法國最高銷量單曲第13位 2006年德國最高銷量單曲第3位 2000年至2009年德國最高銷量單曲第30位 德國史上最高銷量單曲之一 2006年愛爾蘭最高銷量單曲第2位 新西蘭史上其中一首最高銷量單曲 (直至2017年排名第748位) 2006年新西蘭最高銷量單曲第4位 2006年羅馬尼亞最高銷量單曲第1位 2006年西班牙最高銷量單曲第1位 西班牙史上最高銷量單曲之一 2006年瑞士最高銷量單曲第1位 瑞士史上最高銷量單曲之一 2006年英國最高銷量單曲第1位 2000年至2009年英國最高銷量單曲第46位 英國史上最高銷量單曲之一 (此曲為千禧年代女歌手單曲銷售量第11位) 2006年美國最高銷量單曲第5位 美國史上最高銷量單曲之一 2013年美國最高銷量拉丁單曲第2位 (159,000張) 2014年美國最高銷量拉丁單曲第4位(136,000張) 2015年美國最高銷量拉丁單曲第8位 2016年美國最高銷量拉丁單曲第9位 (95,000張) |
| Oral Fixation, Vol. 2                    | Illegal 愛的控訴 | 奥地利: 9 · 比利时(法蘭德斯: 22 · 比利时(華隆大區): 16 · 獨立國家聯合體: 77 · 捷克: 4 · 丹麦: 27 · 欧盟: 21 · 芬兰: 14 · 德国: 11 · 匈牙利: 6 · 爱尔兰: 21 · 義大利: 4 · 荷蘭: 8 · 羅馬尼亞: 1 · 瑞典: 47 · 瑞士: 10 · 英国: 34 | |                                                 | 2007年奧地利最高銷量單曲第66位 2007年德國最高銷量單曲第76位 2007年匈牙利最高銷量單曲第35位 2007年荷蘭最高銷量單曲第73位 |
| El Tren de low Momentos                  | Te Lo Agradezco, Pero No (Featuring Alejandro Sanz) 謝謝但不了 (亞雷漢德羅·桑斯合唱)                                                                 | | 墨西哥(鈴聲): 10,000（金唱片） · 西班牙: 50,000（白金唱片） · 西班牙(鈴聲): 10,000 （金唱片） |                                                 | |
| B'Day                                    | Beautiful Liar (Featuring Beyonce) 愛情騙子( 碧昂絲合唱 )                                                                                            | : 5 · 奥地利: 2 · 比利时(法蘭德斯: 2 · 比利时(華隆大區): 5 · 加拿大: 2 · : 1 · 獨立國家聯合體: 7 · 捷克: 8 · 丹麦: 4 · 歐洲: 1 · 芬兰: 2 · 法國: 1 · 德国: 1 · 希腊: 1 · 匈牙利: 4 · 爱尔兰: 1 · 義大利: 1 · 荷蘭: 1 · 新西兰: 1 · 挪威: 2 · 波蘭: 2 · 羅馬尼亞: 2 · 苏格兰: 1 · 斯洛伐克: 11 · 瑞士: 1 · 瑞典: 6 · 英国: 1 · 美国: 3 · 美国(拉丁): 10 · 委內瑞拉: 15 | : 140,000（2x白金） · 比利时: 25,000（金唱片） · 加拿大: 80,000（白金） · 丹麦: 15,000（白金） · 法國: 66,800 · 德国: 150,000（金唱片） · 新西兰: 7,500（金唱片） · 西班牙: 60,000（3白金） · 英国: 600,000（白金） · 美国: 3,000,000（3x白金） · 美国: 500,000（金唱片 / 鈴聲） | 6,000,000                                       | 2007年澳洲最高銷量單曲第51位 2007年奧地利最高銷量單曲第29位 2007年比利時最高銷量單曲第18位 (荷蘭語區) 2007年比利時最高銷量單曲第29位 (法語區) 2007年荷蘭最高銷量單曲第13位 2007年法國最高銷量單曲第27位 2007年德國最高銷量單曲第28位 2007年希臘最高銷量單曲第17位 2007年匈牙利最高銷量單曲第17位 2007年意大利最高銷量單曲第9位 2007年新西蘭最高銷量單曲第37位 2007年西班牙最高銷量單曲第12位 2007年瑞士最高銷量單曲第11位 2007年英國最高銷量單曲第12位 2007年美國最高銷量單曲第62位 |
| Papito                                   | Si Tú No Vuelves (Featuring Miguel Bosé) 如果你不回來                                                                                                | 義大利: 2 | 西班牙: 30,000（金唱片） |                                                 | |
| She Wolf                                 | She Wolf / Loba 女狼現身 | : 18 · 奥地利: 3 · 比利时(法蘭德斯: 16 · 比利时(華隆大區): 5 · 加拿大: 5 · : 8 · 獨立國家聯合體: 77 · 捷克: 12 · 丹麦: 16 · 歐洲: 4 · 芬兰: 6 · 法國: 4 · 德国: 2 · 匈牙利: 5 · 爱尔兰: 2 · 義大利: 3 · 日本: 11 · 荷蘭: 13 · 新西兰: 36 · 挪威: 11 · 羅馬尼亞: 2 · 苏格兰(2020): 96 · 斯洛伐克: 13 · 西班牙: 1 · 瑞士: 3 · 瑞典: 17 · 英国: 4 · 美国: 11 · 美国(拉丁): 1 | : 35,000（金唱片） · 巴西: 60,000（白金唱片） · 加拿大: 160,000（2白金） · 德国: 150,000（金唱片） · 義大利: 30,000（白金） · 墨西哥: 60,000（白金） · 墨西哥: 450,000（鑽石+2x白金唱片+金唱片）(西班牙語版) · 新西兰: 15,000（金唱片） · 西班牙: 80,000（2白金） · 西班牙: 30,000 (金唱片）(2015年起) · 瑞士: 15,000（金唱片） · 英国: 600,000（白金唱片） · 美国: 1,812,000（白金） | 4,000,000                                       | 2009年比利時最高銷量單曲第88位 (荷蘭語區) 2009年加拿大最高銷量單曲第57位 2009年匈牙利最高銷量單曲第67位 2010年匈牙利最高銷量單曲第48位 2009年西班牙最高銷量單曲第7位 2009年墨西哥最高銷量單曲第6位 2010年西班牙最高銷量單曲第45位 2009年瑞士最高銷量單曲第39位 2009年英國最高銷量單曲第67位 2009年美國最高銷量單曲第64位 2013年美國最高銷量拉丁單曲第11位 2014年美國最高銷量拉丁單曲第23位 |
| She Wolf                                 | Did It Again (Featuring Kid Cudi) 重蹈覆轍 (基德酷迪合唱)                                                                                            | 奥地利: 34 · 比利时(法蘭德斯: 3 · 德国: 34 · 匈牙利: 5 · 爱尔兰: 17 · 義大利: 15 · 墨西哥: 3 · 秘魯: 8 · 斯洛伐克: 18 · 西班牙: 12 · 瑞士: 29 · 瑞典: 36 · 英国: 26 · 美国(拉丁): 6 | 西班牙: 20,000（金唱片） · 德国: 40,000 · 墨西哥: 120,000（2x 白金）</bɾ> 英国: 100,000 · 美国: 200,000 | 500,000                                         | 2009年愛爾蘭最高銷量單曲第44位 |
| She Wolf                                 | Give it up to Me (Featuring Lil Wayne) 給我所有 (李爾韋恩合唱)                                                                                       | 加拿大: 34 · : 39 · 美国: 29 | 加拿大: 25,000 · 美国: 500,000（金唱片） | 570,000                                         | |
| She Wolf                                 | Gypsy 吉卜賽人 | 奥地利: 11 · 比利时(華隆大區): 40 · 加拿大: 80 · 獨立國家聯合體: 81 · 捷克: 6 · 德国: 7 · 匈牙利: 6 · 義大利: 14 · 墨西哥: 1 · 秘魯: 18 · 波蘭: 4 · 羅馬尼亞: 1 · : 48 · 西班牙: 3 · 瑞士: 12 · 美国: 65 · 美国(拉丁): 6 | 巴西: 20,000（金唱片） · 加拿大: 5,000 · 德国: 75,000 · 墨西哥: 60,000（白金） · 西班牙: 40,000（白金） · 英国: 35,000 · 美国: 400,000 | 650,000                                         | 2010年西班牙最高銷量單曲第9位 |
| Sale El Sol                              | Waka Waka (This time for Africa) (Featuring Freshlyground) 哇咔哇咔 (非洲此刻) ( 清新土地合唱 )                                                      | : 32 · 奥地利: 1 · 比利时(法蘭德斯: 1 · 比利时(華隆大區):1 · 加拿大: 11 · : 1 · 獨立國家聯合體: 107 · 捷克: 1 · 丹麦: 1 · 歐洲: 1 · 芬兰: 1 · 法國: 1 · 德国: 1 · 匈牙利: 2 · 爱尔兰: 10 · 義大利: 1 · 荷蘭: 2 · 新西兰: 34 · 挪威: 2 · 秘魯: 4 · 波蘭: 1 · 苏格兰: 17 · : 54 · 斯洛伐克: 2 · 西班牙: 1 · 瑞士: 1 · 瑞典: 1 · 英国: 21 · 美国: 38 · 美国(拉丁): 2 · 中東國家榜 (2022): 9 · 西班牙(2023): 85 | : 35,000（金唱片） · 奥地利: 60,000（2白金） · 比利时: 60,000（2白金） · 巴西: 750,000（3x 鑽石) · 加拿大: 640,000（8x白金） · 丹麦: 60,000（2白金） · 芬兰: 15,000（白金） · 法國: 573,068 (鑽石) · 德国: 1,200,000（4x白金） · 印度: 300,000 (20白金) · 義大利: 180,000（6白金） · 墨西哥: 120,000（2白金） · 墨西哥: 390,000（鑽石+白金唱片+金唱片）(西班牙語版) · 新西兰: 60,000（2x白金） · 西班牙: 300,000（5x白金）(西班牙文) · 西班牙: 120,000 (2白金）(2015年起) (英語版) · 瑞典: 240,000（12白金） · 瑞士: 90,000（3白金） · 英国: 1,200,000（2x 白金） · 美国: 1,950,000（白金） | 15,000,000                                      | 健力士世界紀錄史上最高銷量世界盃主題曲 2010年全球單曲總銷量亞軍 全球史上其中一首最高銷量單曲 史上最𣈱銷世界杯主題曲 2010年全歐洲單曲總銷量第四位 2010年中東地區最𣈱銷單曲 2010年奧地利最高銷量單曲第2位 2010年比利時最高銷量單曲第2位 (荷蘭語區) 2011年比利時最高銷量單曲第69位 (荷蘭語區) 2010年比利時最高銷量單曲第1位 (法語區) 2011年比利時最高銷量單曲第41位 (法語區) 2010年加拿大最高銷量單曲第59位 2010年丹麥最高銷量單曲第1位 2010年芬蘭最高銷量單曲第1位 2010年法國最高銷量單曲第1位 法國史上最高銷量單曲之一 2010年荷蘭最高銷量單曲第4位 2010年德國最高銷量單曲第2位 德國史上最高銷量單曲之一 2010年匈牙利最高銷量單曲第4位 2011年匈牙利最高銷量單曲第58位 2010年意大利最高銷量單曲第1位 2010年印度最高銷量國際單曲第1位 印度史上最高銷量單曲之一 2010年科威特最高銷量單曲第1位 2010年台灣最高銷量單曲第74位 2010年西班牙最高銷量單曲第1位 2011年西班牙最高銷量單曲第30位 西班牙史上最高銷量單曲之一 2010年瑞典最高銷量單曲第3位 2011年瑞典最高銷量單曲第33位 2010年瑞士最高銷量單曲第1位 瑞士史上最高銷量單曲之一 2010年英國最高銷量單曲第141位 2010年美國最高銷量拉丁單曲第1位 2011年美國最高銷量拉丁單曲第2位 2013年美國最高銷量拉丁單曲第5位 2014年美國最高銷量拉丁單曲第6位 2015年美國最高銷量拉丁單曲第12位 2016年美國最高銷量拉丁單曲第13位 美國史上其中一張最高銷量西班牙語單曲(第11位)                                                     |
| Sale El Sol                              | Loca (English version: Featuring Dizzee Rascal / Spanish version: Featuring El Cata) 瘋狂女人 (英語版：迪利·瑞斯可合唱）/ (西班牙語版: El Cata合唱） | 奥地利: 2 · 比利时(法蘭德斯: 3 · 比利时(華隆大區):1 · 加拿大: 36 · 獨立國家聯合體: 13 · 捷克: 1 · 丹麦: 12 · 芬兰: 11 · 法國: 2 · 德国: 6 · 匈牙利: 4 · 義大利: 1 · 荷蘭: 55 · 秘魯: 8 · 波蘭: 1 · 斯洛伐克: 2 · 西班牙: 1 · 瑞士: 1 · 瑞典: 20 · 美国: 32 · 美国(拉丁): 2 | 阿根廷: 10,000（金唱片） · : 50,000 · 奥地利: 15,000（金唱片） · 比利时: 15,000（金唱片） · 巴西: 120,000（2x 白金唱片）（英語版） · 巴西: 40,000（白金唱片）（西班牙語版） · 加拿大: 80,000（白金） · 哥伦比亚: 200,000（鑽石） · 丹麦: 15,000 (金唱片) · 法國: 150,000 · 德国: 150,000（金唱片） · 義大利: 60,000（2白金） · 墨西哥: 120,000（2白金） · 墨西哥: 330,000（鑽石+白金）（西班牙語版） · 西班牙: 80,000（2白金） · 西班牙: ɜ0,000（金唱片） · 瑞典: 20,000（金唱片） · 瑞士: 30,000（白金） · 委內瑞拉: 10,000（白金） · 美国: 2,000,000 | 6,000,000                                       | 全球史上其中一首最高銷量單曲 '2010年奧地利最高銷量單曲第38位 2010年比利時最高銷量單曲第45位 (荷蘭語區) 2010年比利時最高銷量單曲第26位 (法語區) 2010年比利時最高銷量單曲第40位 (法語區) 2010年法國最高銷量單曲第8位 2010年法國最高銷量單曲第28位 2011年希臘最高銷量單曲第42位 2011年匈牙利最高銷量單曲第81位 2010年墨西哥最高銷量單曲第8位 2010年西班牙最高銷量單曲第7位 2011年西班牙最高銷量單曲第10位 2010年瑞典最高銷量單曲第70位 2010年瑞士最高銷量單曲第16位 2011年瑞士最高銷量單曲第46位 2010年美國最高銷量單曲第53位 2010年美國最高銷量拉丁單曲第2位 2013年美國最高銷量拉丁單曲第11位 2014年美國最高銷量拉丁單曲第39位 |
| Sale El Sol                              | Sale el Sol 日出 | 墨西哥: 1 · 西班牙: 8 · 美国(拉丁): 10 | 巴西: 20,000（金唱片） · 墨西哥: 30,000（金唱片） · 西班牙: 20,000 (金唱片) · 美国: 60,000 (白金 (拉丁認證)) | 200,000                                         | 2011年墨西哥最高銷量單曲第12位 2011年西班牙最高銷量單曲第38位 2011年美國最高銷量拉丁單曲第54位 |
| Sale El Sol                              | Rabiosa (English version: Featuring Pitbull / Spanish version: Featuring El Cata) 烈女 (英語版：嘻哈鬥牛梗合唱）/ (西班牙語版: El Cata合唱）         | 奥地利: 6 · 比利时(法蘭德斯: 5 · 比利时(華隆大區):5 · 加拿大: 38 · 捷克: 10 · 丹麦: 9 · 法國: 6 · 德国: 26 · 匈牙利: 15 · 以色列: 7 · 義大利: 6 · 波蘭: 3 · 斯洛伐克: 14 · 西班牙: 1 · 瑞士: 3 · 瑞典: 48 · 美国(拉丁): 8 | 比利时: 15,000（金唱片） · 巴西: 120,000（2x 白金唱片）（英語版） · 巴西: 20,000（金唱片）（西班牙語版） · 加拿大: 35,000 · 法國: 105,000 · 德国: 85,000 · 義大利: 30,000（白金） · 墨西哥: 120,000（2白金） · 西班牙: 40,000 (白金) · 瑞士: 15,000（金唱片） · 美国: 1,000,000 | 1,000,000                                       | 2011年比利時最高銷量單曲第38位 (荷蘭語區) 2011年比利時最高銷量單曲第36位 (法語區) 2011年法國最高銷量單曲第28位 2011年墨西哥最高銷量單曲第11位 2011年西班牙最高銷量單曲第7位 2011年瑞士最高銷量單曲第45位 2011年美國最高銷量拉丁單曲第27位 2013年美國最高銷量拉丁單曲第31位 |
| Sale El Sol                              | Antes de las Seis 六點之前 | 墨西哥: 14 · 美国(拉丁): 21 | 墨西哥: 30,000（金唱片） · 美国: 25,000 | 100,000                                         | |
| Sale El Sol                              | Addicted to You 為你著迷 | 比利时(法蘭德斯: 27 · 比利时(華隆大區):18 · 獨立國家聯合體: 143 · 法國: 15 · 義大利: 49 · 墨西哥: 1 · 波蘭: 1 · 西班牙: 14 · 瑞士: 70 · 美国(拉丁): 9 | 巴西: 40,000（白金唱片） · 法國: 60,000 · 墨西哥: 270,000（4x 白金+ 金唱片） · 義大利: 10,000 · 西班牙: 30,000 (金唱片）(2015年起) · 美国: 100,000 | 500,000                                         | 2011年墨西哥最高銷量單曲第9位 2012年美國最高銷量拉丁單曲第28位 2013年美國最高銷量拉丁單曲第49位 |
| Live From Paris                          | Je l'aime à mourir 我愛死她了 | 比利时(法蘭德斯: 9 · 比利时(華隆大區):1 · 加拿大: 34 · 捷克: 96 · 法國: 1 · 斯洛伐克: 16 · 西班牙(2016): 39 · 瑞士: 18 | 法國: 215,000（金唱片） · 比利时: 15,000（金唱片） · 加拿大: 25,000 · 瑞士: 15,000（金唱片） | 300,000                                         | 2011年法國最高銷量單曲第94位 2012年法國最高銷量單曲第8位 2012年比利時最高銷量單曲第75位 (荷蘭語區) 2012年比利時最高銷量單曲第9位 (法語區) |
| Global Warming                           | Get it started 動起來 | : 31 · 奥地利: 17 · 巴西: 1 · 加拿大: 42 · 獨立國家聯合體: 183 · 捷克: 7 · 芬兰: 14 · 法國: 57 · 德国: 31 · : 12 · 匈牙利: 2 · 義大利: 44 · 黎巴嫩: 7 · 羅馬尼亞: 59 · 斯洛伐克: 18 · : 13 · 西班牙: 14 · 瑞士: 32 · 瑞典: 47 · 英国: 64 · 美国: 89 · 美国(拉丁): 48 · | : 35,000（金唱片） · 巴西: 30,000（金唱片） · 加拿大: 40,000（金唱片） · 丹麦: 30,000（金唱片） · 法國: 15,000 · 德国: 15,000 · 義大利: 2,000 · 墨西哥: 30,000（金唱片） · 英国: 10,000 · 美国: 500,000 | 300,000                                         | |
| Shakira                                  | Can't Remember to Forget You (Featuring Rihanna) 無法記得該忘了你 (蕾哈娜合唱)                                                                       | : 18 · 奥地利: 4 · 比利时(法蘭德斯: 9 · 比利时(華隆大區):6 · 保加利亚: 2 · 巴西: 34 · 加拿大: 19 · 獨立國家聯合體: 5 · 哥伦比亚: 4 · 捷克: 23 · 丹麦: 11 · : 2 · 芬兰: 6 · 法國: 5 · 德国: 8 · 匈牙利: 6 · 冰島: 7 · 爱尔兰: 7 · 以色列: 6 · 義大利: 13 · 日本: 22 · 盧森堡: 3 · 墨西哥: 6 · 荷蘭: 26 · 新西兰: 32 · 挪威: 5 · 葡萄牙: 7 · 苏格兰: 6 · 斯洛維尼亞: 2 · 南非: 6 · : 126 · 西班牙: 2 · 瑞士: 7 · 瑞典: 8 · 英国: 11 · 美国: 15 · 美国(拉丁): 6 ·                                                                                      | : 70,000 （白金） · 巴西: 500,000 (2x 鑽石) · 加拿大: 120,000（2x白金） · 丹麦: 40,000（白金） · 法國: 50,000 · 德国: 150,000 （金唱片） · 義大利: 30,000 （白金） · : 50,000 · 墨西哥(英語版): 60,000（白金） · 墨西哥(西班牙語版): 60,000 (白金） · 挪威: 50,000 （5白金） · 新西兰: 7,500（金唱片） · 西班牙: 40,000（白金） · 西班牙: 60,000 (白金唱片）(2015年起) (英語版) · 瑞典: 40,000（白金） · 瑞士: 15,000（金唱片） · 英国; 400,000（金唱片） · 美国: 610,000 | 4,000,000                                       | 2014年比利時最高銷量單曲第85位 (荷蘭語區) 2014年比利時最高銷量單曲第62位 (法區) 2014年德國最高銷量單曲第51位 2014年意大利最高銷量單曲第53位 2014年日本最高銷量國際單曲第84位 2014年波蘭最高銷量單曲第7位 2014年瑞士最高銷量單曲第59位 2014年美國最高銷量單曲第85位 2014年委內瑞拉最高銷量單曲第1位 |
| Shakira                                  | Empire 愛情帝國 | 獨立國家聯合體: 170 · 加拿大: 92 · 法國: 82 · 爱尔兰: 60 · 黎巴嫩: 8 · 苏格兰: 21 · : 97 · 西班牙: 29 · 英国: 25 · 美国: 58 | 巴西: 20,000（金唱片） · 加拿大: 40,000（金唱片） · 墨西哥: 30,000（金唱片） · : 10,000 · 英国: 35,000 · 美国: 1,000,000 （白金） | 1,400,000                                       | |
| Shakira                                  | Dare (La La La) / La La La (Brazil 2014) 敢不敢 (啦啦啦) / 啦啦啦 ( 巴西2014 )                                                                       | 奥地利: 14 · 比利时(法蘭德斯: 9 · 比利时(華隆大區):3 · 保加利亚: 27 · 巴西: 1 · 加拿大: 80 · 獨立國家聯合體: 4 · 哥伦比亚: 3 · 捷克: 44 · 丹麦: 13 · : 3 · 芬兰: 7 · 法國: 11 · 德国: 12 · 匈牙利: 11 · 爱尔兰: 53 · 義大利: 3 · 黎巴嫩: 7 · 盧森堡: 4 · 荷蘭: 4 · 斯洛維尼亞: 9 · : 10 · 西班牙: 2 · 瑞士: 3 · 美国: 53 | 巴西: 250,000（鑽石） · 加拿大: 80,000（白金唱片） · 法國: 55,000 · 德国: 150,000（金唱片） · 義大利: 30,000（白金） · 墨西哥 (敢不敢 (啦啦啦)): 30,000（金唱片） · 墨西哥 啦啦啦 ( 巴西2014 )): 30,000（金唱片） · 西班牙: 30,000 (金唱片）(2015年起) · 西班牙 (啦啦啦 ( 巴西2014 )): 40,000 （金唱片） · 瑞士: 15,000（金唱片） · 英国: 10,000 · 美国: 1,000,000（白金） | 4,000,000                                       | 2014年比利時最高銷量單曲第59位 (荷蘭語區) 2014年比利時最高銷量單曲第29位 (法語區) 2014年德國最高銷量單曲第76位 2014年波蘭最高銷量單曲第9位 2014年瑞士最高銷量單曲第40位 2014年美國最高銷量拉丁單曲第36位 |
| Shakira                                  | Medicine (Featuring Blake Shelton) 解藥 (布雷克雪爾頓合唱)                                                                                           | 加拿大: 90 · 黎巴嫩: 17 | |                                                 | |
| Cama Incendiada                          | Mi Verdad (Featuring Maná) 我的真相 (Maná合唱) | 獨立國家聯合體: 260 · 哥伦比亚: 5 · 西班牙: 20 · 美国(拉丁):1 | 墨西哥: 1200,000（2白金） · 西班牙: 120,000（2x 白金） · 美国: 300,000 (5X 白金唱片 (拉丁)） · 委內瑞拉: 10,000 (白金) | 300,000                                         | 2015年全球最高銷量西班牙語單曲第2位 2014年美國最高銷量拉丁單曲第14位 |
| Zootopia                                 | Try Everything 嘗試一切 | : 57 · 奥地利: 39 · 加拿大: 49 · 法國: 43 · 德国: 54 · 匈牙利: 6 · 日本: 41 · 日本 (海外): 1 · 黎巴嫩: 1 · : 7 · 斯洛伐克: 39 · 西班牙: 32 · 瑞士: 39 · 英国: 186 · 美国: 63 | 巴西: 20,000（金唱片） · 丹麦: 45,000（金唱片） · : 146,184 · 英国: 600,000（白金唱片） · 美国: 4,000,000 (4x白金) | 6,000,000                                       | |
| El Dorado                                | La Bicicleta (Featuring Carlos Vives) 單車 (卡洛斯比韋斯合唱)                                                                                        | 阿根廷: 2 · 智利: 1 · 哥伦比亚: 1 · : 19 · : 1 · 法國: 30 · : 1 · 義大利: 75 · 墨西哥: 1 · 巴拿马: 9 · 巴拉圭: 2 · 葡萄牙: 17 · 西班牙: 1 · 瑞士: 54 · 乌拉圭: 1 · 美国: 95 · 美国(拉丁): 6 · 美国(拉丁): 2 · 委內瑞拉: 1 | 巴西: 180,000 (3x 白金) · 加拿大: 80,000 （白金唱片） 智利: 15,000（白金） · 哥伦比亚: 200,000 （鑽石） · 法國: 200,000 (白金) · 義大利: 25,000 (金唱片) · 墨西哥: 840,000 (2x鑽石+4x白金唱片) · 西班牙: 280,000 (7白金) · 瑞士: 15,000 (金唱片) · 波蘭: 25,000（金唱片） · 葡萄牙: 20,000（白金唱片） · 美国: 2,460,000 (4x鑽石 / 41白金 (拉丁認證)) | 4,000,000                                       | 2016年全球最高銷量西班牙語單曲 2016年阿根廷最高銷量單曲第2位 2016年墨西哥最高銷量單曲第12位 2016年西班牙最高銷量單曲第3位 西班牙史上最高銷量單曲之一 2016年哥倫比亞最高銷量單曲第1位 哥倫比亞史上最高銷量單曲之一 2014年智利最高銷量單曲第1位 智利史上最高銷量單曲之一 2016年全美國最高銷量拉丁單曲第4位 |
| El Dorado                                | Chantaje (Featuring Maluma) 勒索 (馬路馬合唱) | 阿根廷: 4 · 奥地利: 41 · 比利时(法蘭德斯: 11 · 比利时(華隆大區): 19 · 保加利亚: 3 · 巴西: 1 · 加拿大: 50 · 獨立國家聯合體: 309 · 哥伦比亚: 2 · 捷克: 35 · : 10 · : 1 · 法國: 13 · 德国: 20 · 匈牙利: 29 · 爱尔兰: 91 · 以色列: 8 · 義大利: 11 · 荷蘭: 18 · 巴拿马: 3 · 巴拉圭: 2 · 葡萄牙: 3 · 羅馬尼亞: 2 · 斯洛維尼亞: 26 · 斯洛伐克: 11 · 西班牙: 1 · 瑞士: 10 · 瑞典: 54 · 美国: 51 · 美国(拉丁): 1 · 委內瑞拉: 2 | 阿根廷: 250,000 (鑽石) · 比利时: 15,000 (金唱片) · 巴西: 480,000 (3x鑽石) · 加拿大: 177,000 （2x白金） · 智利: 100,000（2x 白金） · 哥伦比亚: 200,000 (鑽石) · 丹麦: 45,000 (金唱片) · 法國: 250,000 (鑽石) · 德国: 200,000 (金唱片) · 義大利: 150,000 (3白金) · 墨西哥: 750,000 (2x鑽石̹+2x白金+金唱片) · 挪威: 60,000（白金唱片） · 新西兰: 15,000（金唱片） · 波蘭: 100,000 (2x 白金) · 西班牙: 200,000 (5白金) · 瑞典: 20,000 (金唱片) · 瑞士: 30,000 (白金) · 葡萄牙: 20,000（白金唱片） · 英国: 200,000 (銀唱片) · 美国: 960,000 (鑽石 / 16白金 (拉丁認證)) | 5,000,000+                                      | 美國史上其中一張最高銷量西班牙語單曲 (第9位) 2017年阿根廷最高銷量單曲第13位 2017年比利時最高銷量單曲第60位 2017年玻利維亞最高銷量單曲第24位 2017年智利最高銷量單曲第9位 2017年厄瓜多爾最高銷量單曲第41位 2016年西班牙最高銷量單曲第77位<nr/>英國史上首支獲認證的西班牙語女歌手歌曲 |
| El Dorado                                | Deja Vu (Featuring Prince Royce) 似曾相識 (羅西王子合唱)                                                                                             | 阿根廷: 16 · 智利: 8 · 哥伦比亚: 26 · : 1 · : 26 · 法國: 106 · : 2 · 秘魯: 4 · 西班牙: 4 · 瑞士: 92 · 美国(拉丁): 4 · 委內瑞拉: 1 | 巴西: 60,000 (白金唱片) · 加拿大: 40,000（金唱片） · 義大利: 25,000 (金唱片) · 墨西哥: 210,000 (3x 白金+ 金唱片) · 西班牙: 180,000 (3x 白金) · 美国:900,000 (15x 白金 (拉丁認證)) | 3,000,000                                       | |
| El Dorado                                | Comme Moi (Featuring Black M) 像我這樣 (Black M合唱)                                                                                                 | 獨立國家聯合體: 326 · 法國: 35 | 法國:200,000 (2x 白金) |                                                 | |
| El Dorado                                | Me Enamoré 我愛上了 | 阿根廷: 3 · 比利时(法蘭德斯: 28 · 比利时(華隆大區): 17 · 玻利维亚: 4 · : 2 · 哥伦比亚: 11 · 智利: 2 · : 18 · : 12 · 薩爾瓦多: 11 · 法國: 13 · : 2 · 墨西哥: 4 · 荷蘭: 24 · 巴拿马: 5 · 秘魯: 9 · 葡萄牙: 48 · 苏格兰: 76 · 西班牙: 3 · 瑞士: 32 · 乌拉圭: 2 · 美国: 83 · 美国(拉丁): 4 · 委內瑞拉: 27 | 阿根廷: 40,000 (白金) · 巴西: 80,000 (2x 白金) · 加拿大: 40,000（金唱片） · 智利: 15,000（白金） · 法國: 200,000 (白金唱片) · 義大利: 25,000 (金唱片) · 墨西哥: 300,000 (鑽石+白金+金唱片) · 波蘭: 10,000 (金唱片) · 西班牙: 120,000 (3白金) · 瑞士: 30,000（白金） · 美国:1,000,000 | 2,000,000                                       | |
| El Dorado                                | Perro Fiel (Featuring Nicki Jam) 忠犬 (尼基賈姆合唱)                                                                                                 | 阿根廷: 1 · 比利时(華隆大區): 39 · 玻利维亚: 3 · : 4 · 哥伦比亚: 21 · 智利: 6 · : 19 · : 8 · 薩爾瓦多: 12 · 法國: 83 · : 4 · 黎巴嫩: 1 · 墨西哥: 1 · 尼加拉瓜: 3 · 巴拿马: 7 · 巴拉圭: 1 · 秘魯: 2 · 葡萄牙: 80 · 西班牙: 3 · 瑞士: 62 · 乌拉圭: 2 · 美国: 100 · 美国(拉丁): 6 · 委內瑞拉: 23 | 巴西: 80,000 (2x 白金) · 加拿大: 40,000（金唱片） · 智利: 15,000（白金） · 哥伦比亚: 10,000 (金唱片) · 義大利: 25,000 (金唱片) · 墨西哥: 480,000 (鑽石+3x白金) · 秘魯: 3,000 (金唱片) · 西班牙: 120,000 (3白金) · 瑞士: 15,000（金唱片） · 美国: 1,000,000 | 2,000,000                                       | |
| El Dorado                                | Trap (Featuring Maluma) 陷阱 (馬路馬合唱) | 美国(拉丁): 17 | 墨西哥: 90,000 (白金+金唱片) |                                                 | |
| El Dorado                                | Amarillo 金黃色的 | | 墨西哥: 90,000 (白金+金唱片) |                                                 | |
| El Dorado                                | Nada 什麼都沒有 | | 墨西哥: 30,000 (金唱片) |                                                 | |
| 不適用                                   | Clandestino (Featuring Maluma) 我的秘密 (馬路馬合唱)                                                                                                 | 阿根廷: 8 · 玻利维亚: 1 · 巴西: 76 · : 1 · 哥伦比亚: 11 · 智利: 3 · : 28 · : 16 · : 7 · 薩爾瓦多: 7 · 法國: 79 · : 5 · 匈牙利: 11 · 義大利: 76 · 墨西哥: 1 · 巴拿马: 1 · 巴拉圭: 1 · 秘魯: 13 · 波多黎各: 1 · 葡萄牙: 40 · 斯洛伐克: 80 · 西班牙: 13 · 瑞士: 32 · 乌拉圭: 1 · 美国(拉丁): 15 · 委內瑞拉: 29 | 阿根廷: 20,000 (金唱片) · 加拿大: 40,000（金唱片） · 智利: 15,000（白金） · 巴西: 160,000 (鑽石) · 哥伦比亚: 20,000 (金唱片) · 墨西哥: 390,000（鑽石+白金唱片+金唱片） · . [2021-01-21]. （原始内容存档于2021-04-18）.</ref> · 西班牙: 80,000 (2白金) · 波蘭: 10,000 (金唱片) |                                                 | |
| 不適用                                   | Tutu (Remix) 你就是你 (卡米路合唱) (混音版) | 西班牙: 98 | 西班牙: 30,000 (金唱片） |                                                 | |
| 不適用                                   | Me Gusta 我喜歡 | 阿根廷: 18 · 玻利维亚: 3 · 巴西: 73 · 獨立國家聯合體: 380 · 哥伦比亚: 3 · 智利: 3 · : 21 · : 5 · : 1 · 薩爾瓦多: 3 · : 7 · 義大利: 62 · 墨西哥: 1 · 巴拿马: 7 · 秘魯: 7 · 波多黎各: 4 · 斯洛維尼亞: 49 · 西班牙: 2 · 瑞士: 42 · 乌拉圭: 3 · 美国(拉丁): 6 · 委內瑞拉: 3 | 巴西: 80,000 (2x 白金唱片） · 加拿大: 80,000（白金唱片） · 義大利: 35,000（金唱片） · 西班牙: 120,000 (3x 白金唱片) · 墨西哥: 240,000（4x 白金） · 波蘭: 10,000 (金唱片) · 美国: 60,000（白金唱片 (拉丁)） |                                                 | |
| 翻譯                                     | Girl Like Me 女孩像我 (黑眼豆豆合唱) | 阿根廷: 53 · 比利时(法蘭德斯: 11 · 比利时(華隆大區): 3 · 玻利维亚: 16 · 加拿大: 59 · : 14 · 哥伦比亚: 16 · 智利: 11 · : 18 · : 8 · 法國: 2 · 希腊: 54 · : 5 · : 6 · 匈牙利: 11 · 墨西哥: 4 · 荷蘭: 32 · 巴拿马: 3 · 秘魯: 2 · 葡萄牙: 59 · 波多黎各: 3 · 斯洛伐克: 21 · 西班牙: 79 · 瑞士: 28 · 美国: 67 · 委內瑞拉: 6 | : 35,000 (金唱片） · 比利时: 20,000 (金唱片） · 巴西: 320,000 (2x 鑽石） · 加拿大: 80,000 (白金唱片） · 哥伦比亚: 60,000 (白金唱片） · : 7500 (金唱片） · 法國: 333,333 (鑽石） · 印度: 40,000 (金唱片） · 義大利: 100,000 (白金唱片） · 墨西哥: 840,000（鑽石+白金） · 秘魯: 20,000 (白金唱片） · 波蘭: 50,000 (白金唱片) · 葡萄牙: 5,000 (金唱片） · 西班牙: 60,000 (白金唱片） · 瑞士: 40,000（2x 白金唱片） · 土耳其: 50,000 (金唱片） · 美国: 1,000,000 (白金唱片） · 中美洲國家：45,000(白金唱片） |                                                 | |
| 不適用                                   | Don't Wait Up 等不下去 | 比利时(華隆大區): 12 · 玻利维亚: 16 · 獨立國家聯合體: 188 · : 31 · : 10 · 法國: 45 · 匈牙利: 36 · 巴拿马: 9 | 巴西: 80,000 (2x 白金唱片） · 法國: 100,000 (金唱片） · 波蘭: 25,000 (金唱片) |                                                 | |
| Las Mujeres Ya No Lloran                 | Te Felicito 恭喜你 | 阿根廷: 1 · 玻利维亚: 2 · 智利: 9 · 獨立國家聯合體: 5 · 哥伦比亚: 1 · : 2 · : 1 · 薩爾瓦多: 1 · 法國: 53 · : 3 · : 3 · 墨西哥: 4 · 尼加拉瓜: 2 · 巴拿马: 3 · 秘魯: 5 · 波多黎各: 2 · 西班牙: 2 · 瑞士: 71 · 乌拉圭: 1 · 美国: 67 · 美国(拉丁): 10 · 委內瑞拉: 8 | 巴西: 80,000 (2x 白金唱片） · 加拿大: 40,000（金唱片） · 智利: 64,000（金唱片） · 哥伦比亚: 360,000（2x鑽石+4x白金唱片+8x金唱片） · 法國: 200,000 (白金唱片） · 義大利: 50,000 (金唱片） · 西班牙: 360,000 (6x 白金唱片） · 墨西哥: 980,000 (鑽石+2x白金唱片） · 葡萄牙: 5,000（金唱片） · 瑞士: 10,000（金唱片） · 美国: 780,000 (13X 白金唱片 (拉丁)） |                                                 | |
| 不適用                                   | DON'T YOU WORRY (featuring Black Eyed Peas & David Guetta) 不要擔心 (黑眼豆豆 & David Guetta合唱)                                                    | 奥地利: 14 · 比利时(法蘭德斯: 37 · 比利时(華隆大區): 5 · 加拿大: 57 · 獨立國家聯合體: 2 · : 5 · 薩爾瓦多: 8 · 法國: 14 · 德国: 43 · 匈牙利: 10 · 以色列: 7 · 義大利: 15 · 日本: 10 · 拉脫維亞: 5 · 盧森堡: 17 · 荷蘭: 39 · 斯洛伐克: 22 · : 189 · 西班牙: 63 · 瑞士: 51 | 奥地利: 30,000 (白金唱片） · 巴西: 80,000 (2x 白金唱片） · 加拿大: 40,000 (金唱片） · 法國: 333,333 (鑽石） · 匈牙利: 4,000 (白金唱片） · 義大利: 200,000 (2x白金唱片） · 波蘭: 50,000（白金唱片） · 西班牙: 60,000 (白金唱片） · 瑞士: 10,000 (金唱片） |                                                 | |
| Las Mujeres Ya No Lloran                 | Monotonía (featuring Ozuna) 單調寂寞 (歐祖那合唱) | 阿根廷: 2 · 玻利维亚: 2 · 玻利维亚: 4 · 智利: 5 · 哥伦比亚: 3 · : 35 · : 27 · : 2 · 薩爾瓦多: 1 · 法國: 137 · : 9 · : 4 · 義大利: 67 · 墨西哥: 2 · 尼加拉瓜: 17 · 巴拿马: 8 · 巴拉圭: 2 · 秘魯: 5 · 葡萄牙: 21 · 波多黎各: 3 · 西班牙: 3 · 瑞士: 17 · 乌拉圭: 7 · 美国: 65 · 美国(拉丁): 3 · 委內瑞拉: 33 | 巴西: 80,000 （2x 白金唱片） · 加拿大: 40,000（金唱片） · 哥伦比亚: 220,000（鑽石+3x白金唱片+6x金唱片） · 義大利: 50,000（金唱片） · 墨西哥: 560,000 (4x白金唱片） · 西班牙: 240,000 (4x 白金唱片） · 葡萄牙: 5,000（金唱片） · 美国: 420,000 (7x 白金唱片 (拉丁)） |                                                 | |
| Las Mujeres Ya No Lloran                 | BZRP Music Sessions Vol. #53 (featuring Bizarapp) BZRP音樂系列 Vol.53                                                                                | 阿根廷: 1 · : 100 · 奥地利: 16 · 比利时(華隆大區): 21 · 玻利维亚: 1 · 加拿大: 25 · 智利: 1 · 獨立國家聯合體: 151 · 哥伦比亚: 1 · : 1 · : 7 · 捷克: 15 · 丹麦: 40 · : 1 · : 1 · 薩爾瓦多: 1 · 法國: 20 · 德国: 26 · 希腊: 4 · : 1 · 匈牙利: 4 · 冰島: 19 · 爱尔兰: 14 · 義大利: 1 · 黎巴嫩: 3 · 盧森堡: 2 · 墨西哥: 1 · 荷蘭: 41 · 尼加拉瓜: 1 · 挪威: 37 · 巴拿马: 1 · 巴拉圭: 1 · 秘魯: 1 · 葡萄牙: 2 · 波多黎各: 2 · 羅馬尼亞: 7 · 斯洛伐克: 7 · 西班牙: 1 · 瑞士: 2 · 瑞典: 24 · 英国: 31 · 美国: 9 · 美国(拉丁): 1 · 委內瑞拉: 2 · 中東國家：16 | 哥伦比亚: 400,000（2x鑽石+5x白金唱片+10x金唱片） · 法國: 200,000（白金唱片） · 希腊: 7000（金唱片） · 墨西哥: 840,000 (鑽石+白金唱片） · 義大利: 300,000 (3x 白金唱片） · 西班牙: 420,000 (7X 白金唱片） · 葡萄牙: 20,000（2x 白金唱片） · 美国: 1,000,000（金唱片） | 10,000,000                                      | |
| Las Mujeres Ya No Lloran                 | TQG (featuring Karol G) 你高攀不起 (卡羅爾·G合唱) | 阿根廷: 2 · 玻利维亚: 2 · 加拿大: 33 · 智利: 1 · 哥伦比亚: 1 · : 1 · : 25 · : 1 · : 1 · 薩爾瓦多: 1 · 法國: 30 · 希腊: 46 · : 1 · 匈牙利: 13 · 爱尔兰: 40 · 義大利: 44 · 盧森堡: 11 · 墨西哥: 1 · 尼加拉瓜: 1 · 巴拿马: 2 · 巴拉圭: 1 · 秘魯: 1 · 葡萄牙: 12 · 波多黎各: 1 · 西班牙: 1 · 瑞士: 5 · 英国: 88 · 乌拉圭: 1 · 美国: 7 · 美国(拉丁): 1 · 委內瑞拉: 8 | 巴西: 120,000 (3x 白金唱片） · 加拿大: 80,000（白金唱片） · 法國: 200,000（白金唱片） · 義大利: 100,000（白金唱片） · 波蘭: 25,000（金唱片） · 葡萄牙: 10,000（白金唱片） · 西班牙: 540,000 (9x白金唱片） · 瑞士: 10,000 (金唱片） | 10,000,000                                      | |
| Las Mujeres Ya No Lloran                 | Acróstico 藏頭詩 | 阿根廷: 11 · 玻利维亚: 5 · 智利: 13 · 哥伦比亚: 1 · : 14 · : 5 · 薩爾瓦多: 8 · 墨西哥: 15 · 秘魯: 6 · 葡萄牙: 105 · 波多黎各: 3 · 西班牙: 1 · 瑞士: 41 · 乌拉圭: 10 · 美国: 84 · 美国(拉丁): 16 | 巴西: 20,000（金唱片） · 哥伦比亚: 40,000（白金唱片+2x金唱片） · 墨西哥: 350,000（2x 白金+金唱片） · 西班牙: 180,000 (3x白金唱片） · 美国: 240,000(4x 白金唱片 (拉丁)） |                                                 | |
| Las Mujeres Ya No Lloran                 | Copa Vacía 空杯 | 阿根廷: 1 · 比利时(華隆大區): 42 · 玻利维亚: 4 · 智利: 8 · 哥伦比亚: 12 · : 6 · : 2 · 薩爾瓦多: 6 · : 4 · : 8 · 墨西哥: 2 · 尼加拉瓜: 1 · 巴拿马: 2 · 秘魯: 20 · 波多黎各: 14 · 西班牙: 16 · 瑞士: 100 · 乌拉圭: 6 · 美国: 84 · 美国(拉丁): 31 | 巴西: 20,000（金唱片） · 哥伦比亚: 40,000（白金唱片+2x金唱片） · 墨西哥: 210,000（白金唱片+金唱片） · 西班牙: 120,000 (2x 白金唱片） · 美国: 120,000(2x 白金唱片 (拉丁)） |                                                 | |
| Las Mujeres Ya No Lloran                 | El Jefe 爛老闆 | 阿根廷: 43 · 玻利维亚: 7 · 智利: 7 · 哥伦比亚: 7 · : 17 · 薩爾瓦多: 12 · 墨西哥: 10 · 巴拿马: 48 · 秘魯: 14 · 西班牙: 12 · 美国: 55 · 美国(拉丁): 4 | 哥伦比亚: 40,000（白金唱片+2x金唱片） · 墨西哥: 140,000（白金唱片） · 西班牙: 30,000 (金唱片）(2015年起) · 美国: 420,000(7x 白金唱片 (拉丁)） |                                                 | |
| Las Mujeres Ya No Lloran                 | Puntería (featuring Cardi B) 瞄準目標 (卡迪B 合唱)                                                                                                   | 阿根廷: 61 · 比利时(華隆大區): 47 · 玻利维亚: 10 · 智利: 4 · 獨立國家聯合體: 43 · 哥伦比亚: 14 · : 11 · : 17 · : 3 · 日本ː 16 · 墨西哥: 19 · 秘魯: 5 · 西班牙: 37 · 瑞士: 62 · 美国: 72 · 美国(拉丁): 3\| | 墨西哥: 70,000 (金唱片) · 西班牙: 30,000 (金唱片) |                                                 | |
| Las Mujeres Ya No Lloran                 | (ENTRE PARÉNTESIS) （括號內的）(Grupo Frontera合唱)                                                                                                  | 玻利维亚: 2 · : 12 · 墨西哥: 5 · 秘魯: 12 · 美国(拉丁): 22 | 墨西哥: 140,000（白金唱片） |                                                 | |
| 不適用                                   | Soltera 單身萬歲 | 阿根廷: 15 · 玻利维亚: 5 · 智利: 3 · 哥伦比亚: 5 · : 2 · : 4 · : 3 · 薩爾瓦多ː 2 · 墨西哥: 25 · 秘魯: 3 · 西班牙: 4 · 美国(拉丁): 9 | 哥伦比亚: 30,000 (金唱片) · 墨西哥: 210,000 (白金唱片+金唱片) · 西班牙: 30,000 (金唱片) · 美国: 60,000(白金唱片 (拉丁)） |                                                 | |

### 夏奇拉電影列表
- 2016：優獸大都會
- 2019：黃金國度：洛杉磯現場全收錄

## 演唱會列表
夏奇拉是全球所有藝人中，於最多國家舉辦個人演唱會的女歌手，合共60個國家。她曾舉辦六次世界巡回演唱會。
- 1996年至1997年： 《赤足巡迴演唱會》( Tour Pies Descalzos )
- 1999年：《MTV不插電 - 紐約》( MTV Unplugged )
- 2000年： 《兩棲巡迴演唱會》( Tour Anfibio )
- 2002年至2003年： 《貓鼬之旅巡迴演唱會》( Tour of the Mongoose )
- 2006年至2007年： 《愛的原罪巡迴演唱會》( Oral Fixation Tour )
- 2010年至2011年：《日出世界巡迴演唱會》( The Sun Comes Out World Tour )
- 2018年：《黃金國度世界巡迴演唱會》( El Dorado World Tour )
- 2024年至2025年：《女人不哭世界巡迴演唱會》（Las Mujeres Ya No Lloran World Tour）

## 廣告代言列表
- 1998 - 2003, 2020年：百事可樂
- 1999年：諾基亞
- 2000年：卡爾文·克雷恩
- 2001年：Delias化妝品
- 2001年：Levi's
- 2003年：Reebok
- 2005年：Yo Tomo牛奶
- 2005年：雅虎音樂
- 2005年：Verizon
- 2006年：Viceroy
- 2006 - 2007年：Panasonic
- 2010年：seat.com
- 2010 - 2011年：Freixenet
- 2013年：佳洁士
- 2013年：歐樂B
- 2014年：目標百貨
- 2014年：諾基亞手機
- 2014年：Activia 乳酪
- 2014年：T-Mobile
- 2015年：Angry Birds
- 2016年：歌詩達郵輪
- 2018年：JBL 耳機
- 2019年：潘多拉珠宝
- 2022年：Burberry
- 2024年：塞米諾爾硬石娛樂場酒店
- 2024年：Epson
- 德國電視二台
- 現代汽車
- Lissy
- Sabritas
- Ipanema Sandals

## 延伸閱讀
- 书籍: 充满优雅的女人 作者：Ximena Diego
- Pareles, Jon (Nov. 14, 2005). 《夏奇拉，由唇到臀》.《新海峡时报》("New Straits Times"), p. L3.
- "Shakira pertahan orang Arab". (Nov. 8, 2005). Berita Harian, p. 13.
- Frank Cogan为“The Village Voice”所作的对《Laundry Service》的采访 （页面存档备份，存于）
- "Whenever, Wherever!" The Discourse of Orientalist Transnationalism in the Construction of Shakira（页面存档备份，存于） 作者Adel Iskandar
- 淘儿唱片阿根廷公司抵制夏奇拉（页面存档备份，存于）, （页面存档备份，存于）
- 据报道智商140 USA Today 文章[]

## 外部連結
- 夏奇拉的官方网站（页面存档备份，存于）
- Shakira在互联网电影资料库（IMDb）上的資料（英文）
- 夏奇拉在豆瓣上的资料（简体中文）
- Shakira Media（页面存档备份，存于）
- 最大的夏奇拉影像收集网站（页面存档备份，存于）
- Viva Shakira
- shak1ra.com
- Fandom上的更多相关：Shakira Wiki